# Paiva Couceiro
Henrique Mitchell de Paiva Cabral Couceiro, mais conhecido como Paiva Couceiro (Lisboa, 30 de dezembro de 1861 – Lisboa, 11 de fevereiro de 1944) foi um militar, administrador colonial e político monárquico português que se notabilizou nas campanhas de ocupação colonial em Angola e Moçambique e como inspirador das chamadas incursões monárquicas contra a Primeira República Portuguesa em 1911, 1912 e 1919. Presidiu ao governo da chamada Monarquia do Norte, de 19 de janeiro a 13 de fevereiro de 1919, na qual colaboraram activamente os mais notáveis integralistas lusitanos. A sua dedicação à causa monárquica e a sua proximidade aos princípios do Integralismo Lusitano, conduziram-no por diversas vezes ao exílio, antes e depois da instituição do regime do Estado Novo em Portugal.

## Biografia
Henrique Mitchell de Paiva Couceiro nasceu em Lisboa, filho do general José Joaquim de Paiva Cabral Couceiro, notável oficial de engenharia do Exército Português, e de sua mulher Helen Elisabeth Theresa (Helena Isabel Teresa) Armstrong Mitchell, uma protestante anglicana inglesa convertida ao catolicismo que, depois de educada num colégio de freiras em França, viera residir em Portugal como mestra das filhas do 1.º Visconde do Torrão.

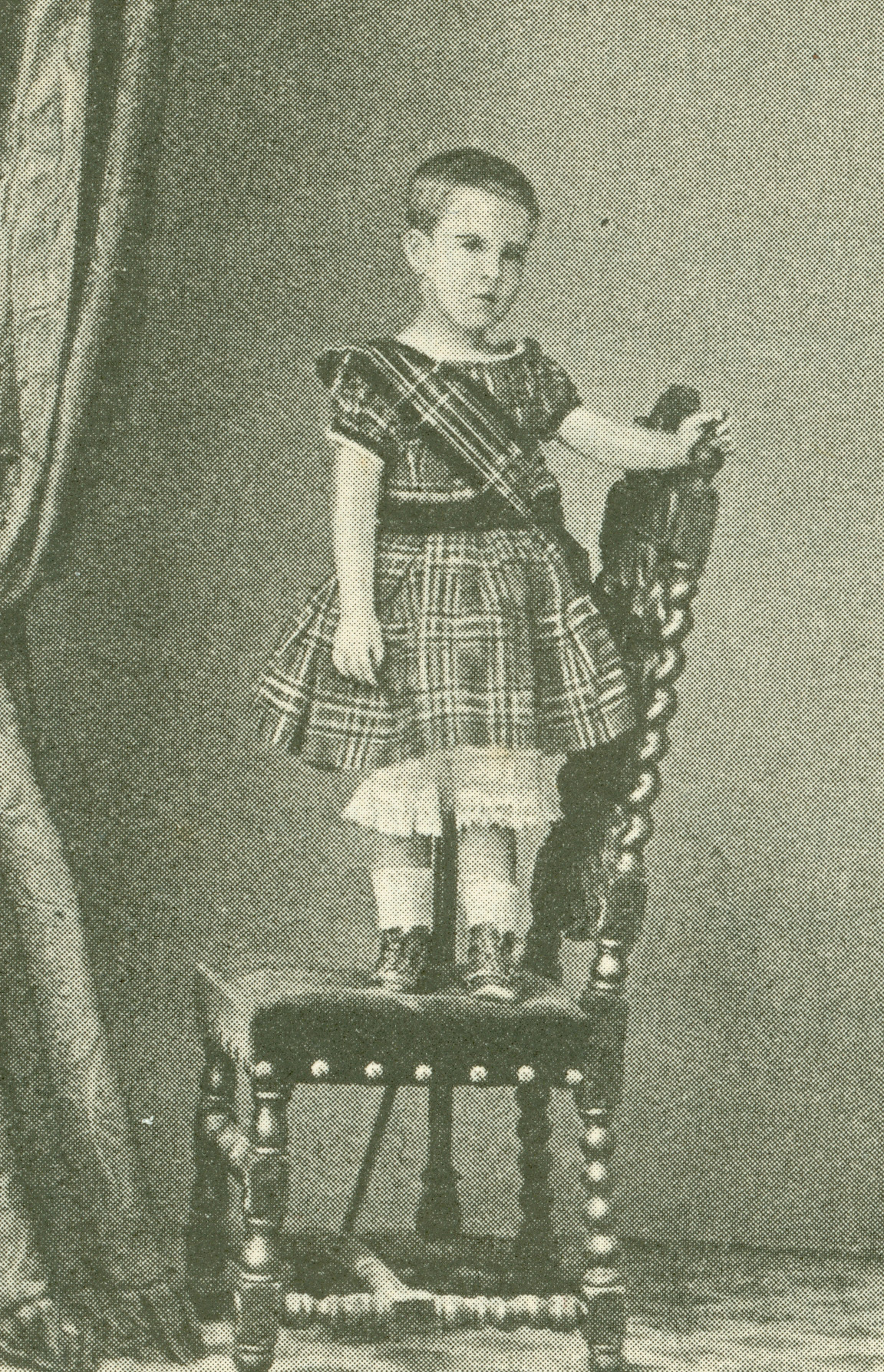
Henrique Paiva Couceiro em 1865

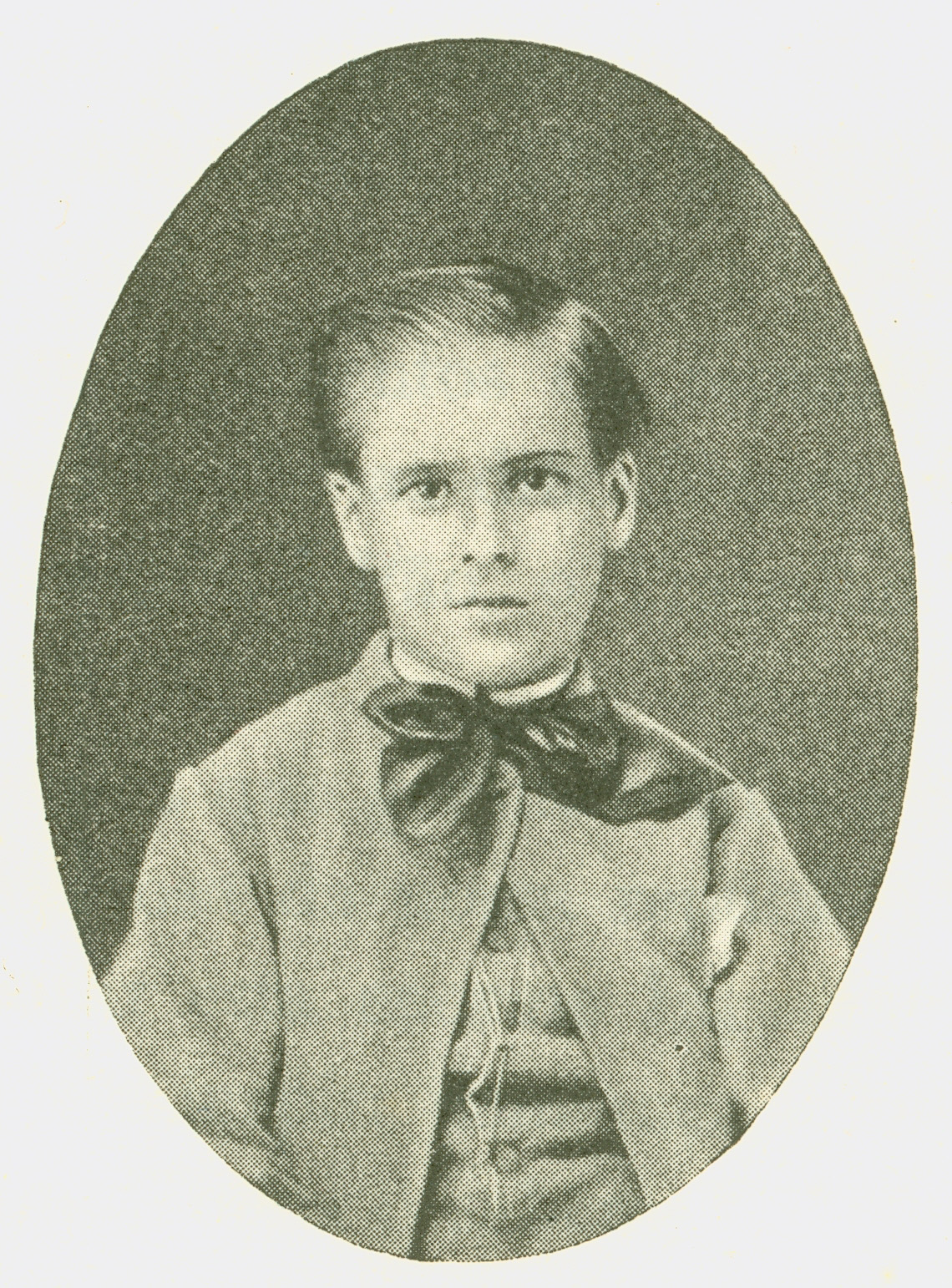
Henrique Paiva Couceiro em 1872

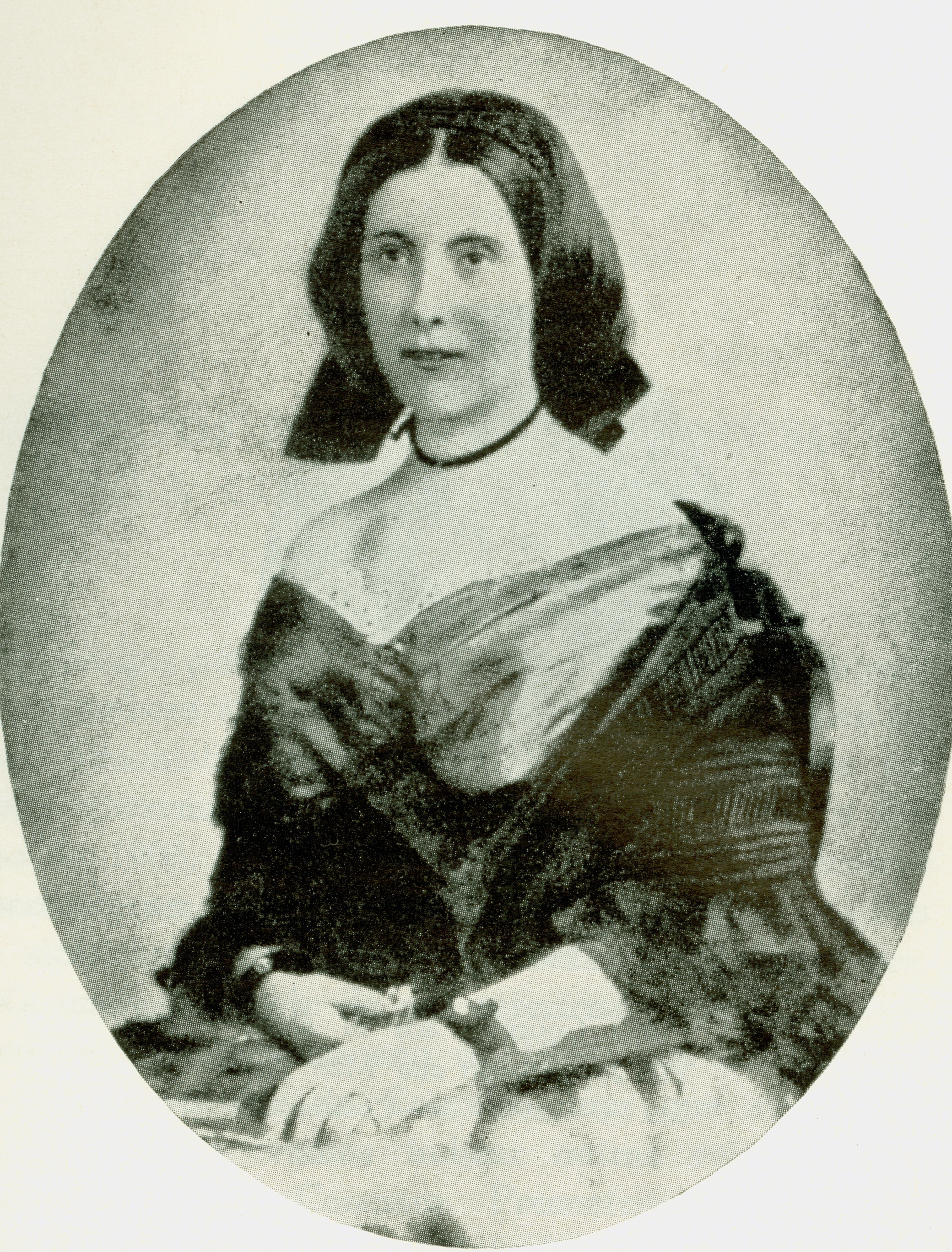
Helena Isabel Teresa Armstrong Mitchell, mãe de Henrique Paiva Couceiro

A mãe era de uma fé intensa e militante, razão pela qual Henrique Paiva Couceiro cresceu num ambiente de religiosidade exacerbada e de um catolicismo extremo e dominador, que nem permitia, por exemplo, a leitura de romances considerados impuros: já na Escola do Exército, Paiva Couceiro orgulhava-se de os rasgar, mesmo que fossem emprestados, suspeitando-se que achava os romances perversos por natureza.
A educação recebida e a duradoira influência materna terá levado a que no fim da vida Paiva Couceiro confessasse que lera muito poucos romances e que nunca fora ao teatro nem ao cinema. Pelo contrário, ia diariamente à missa, quando não estava em campanha, e em campanha todos os dias lia a Imitation de Jesus-Christ, preparando-se para o supremo sacrifício. Terá considerado, em 1891, após o seu regresso das campanhas no sul de Angola, ingressar numa ordem religiosa. Demonstrando claros laivos de jansenismo, apesar do fervor religioso, considerava-se indigno de comungar.
Depois de concluir os seus estudos preparatórios em Lisboa, assentou praça a 14 de janeiro de 1879, com 17 anos de idade, como voluntário no Regimento de Cavalaria Lanceiros de El-Rei (o Regimento de Cavalaria N.º 2), no qual serviu até ao ano de 1880. Neste último ano foi transferido para o Regimento de Artilharia N.º 1, como aspirante, frequentando o curso preparatório da arma de artilharia na Escola Politécnica de Lisboa. Ingressou então na Escola do Exército, onde frequentou o curso de Artilharia de 1881 a 1884.
A 24 de junho de 1881, com apenas 19 anos de idade e na véspera de ser promovido a alferes de artilharia, ao cruzar-se no Chiado com Luís León de la Torre, que dá um encontrão na sua irmã Carolina que o acompanhava, num acesso de raiva, deu-lhe 2 ou 3 murros (e não 5 tiros). Léon de la Torre pôs-se imediatamente em fuga receando levar mais. Devido a estes murros, León de la Torre esteve 42 dias doente. Segundo a "Nota de assentos que tem no livro de matricula e no registo disciplinar o official abaixo mencionado", Paiva Couceiro foi preso a 25 de junho de 1881 pelo crime de ferimentos. A nota de assentos continua: "Em Conselho de Guerra dois anos de prisão militar por ferimentos voluntarios. Sentença do 1.° Conselho de Guerra permanente do 1.o Conselho de Guerra permanente da 1.ª Divisão Militar de 7 de novembro de 1881. Comutada a pena na de seis mezes da mesma prisão alem da que já tinha sofrido. D. de 7 de abril de 1882. Solto em 7 de outubro". Esteve portanto preso durante 1 ano, 3 meses e 18 dias.
Regressou à escola do exército em 26 de outubro de 1882.
A 9 de janeiro de 1884 foi promovido a segundo-tenente de artilharia, servindo no velho Regimento de Artilharia N.º 1, em Campolide.
No Regimento de Artilharia N.º 1 fez parte de um grupo de jovens tenentes que cultivavam as chamadas artes militares, dedicando-se à esgrima e à equitação, desenvolvendo uma carreira militar que não mereceu reparos ou particular destaque. No seguimento dessa carreira, foi promovido a primeiro-tenente em 27 de janeiro de 1886. Foi novamente promovido a 4 de julho de 1889, desta feita ao posto de capitão, sem prejuízo dos oficiais mais antigos da sua classe e arma para servir em comissão na província de Angola, oferecendo-se então para realizar, como voluntário, uma comissão de serviço nas colónias ultramarinas, onde então se desenvolvia um esforço de efectiva ocupação do território, consequência da Conferência de Berlim sobre a partição da África entre as potências coloniais europeias. Foi enviado para Angola, desembarcando em Luanda a 1 de setembro de 1889.

### As campanhas de Angola
Chegado a Angola foi logo nomeado comandante do Esquadrão Irregular de Cavalaria da Humpata, um grupo de caçadores a cavalo, sediado na vila de Humpata, que fora criado por Artur de Paiva para combater os bandos de salteadores (designados por guerras) que então assolavam o planalto de Moçâmedes. Não permaneceu muito tempo nesse cargo, aparentemente pouco agradado com os métodos e a indisciplina dos seus subordinados, apenas tendo participado numa acção destinada a recuperar gado roubado, em que utilizou exclusivamente soldados e voluntários portugueses, não recorrendo à usual ajuda de mercenários bóeres.
Com o alargamento do esforço de ocupação do interior de Angola e das tentativas de dar sustentação à reclamação portuguesa de soberania sobre a região entre Angola e Moçambique, o famoso mapa cor-de-rosa, foram desencadeadas diversas campanhas de exploração e avassalamento dos povos do interior de Angola. A resistência não se fez esperar e foi iniciada uma vasta campanha militar, designada por Campanhas de Pacificação de Angola ou Campanhas de Conquista e Pacificação (1889–1891),, na qual Paiva Couceiro se empenhou energicamente.
Nessa campanha a primeira missão que foi confiada a Paiva Couceiro foi obter a vassalagem do soba Levanica (Lewanika) do Barotze, na região que hoje é a Zâmbia, o que implicava uma caminhada de quase um milhar de quilómetros pela savana. Contudo, depois de uma longa espera no Bié, nos arredores da actual cidade de Cuíto, aguardando por reforços e pelos presentes que devia levar ao soba, recebeu a notícia do cancelamento da expedição. Apenas meses depois soube que o cancelamento se devera à inutilidade da missão, em resultado de Portugal ter cedido ao ultimato britânico de 1890 e os territórios a visitar terem passado para a esfera de influência britânica. Deixou então de usar o apelido Mitchell, dada a sua ligação britânica.
Sabedor do conhecimento pormenorizado que o velho comerciante e explorador António Francisco da Silva Porto tinha do sertão, enquanto permaneceu no Bié acampou nas proximidades da embala de Belmonte, a aldeia fundada por Silva Porto nas margens do rio Cuíto e onde aquele famoso sertanejo residia. Aquela aldeia foi o núcleo da vila e cidade de Silva Porto dos tempos coloniais portugueses e da hoje cidade de Cuíto.
A presença da força militar comandada por Paiva Couceiro, com 40 moçambicanos armados com espingardas de repetição Snider-Enfield, gera grande tensão com as tribos do Bié, inquietas face à presença de tropas portuguesa no seu território, o que levou o soba Dunduma (o Trovão) a exigir a imediata partida das tropas. Face ao incumprimento da promessa de que as tropas estavam apenas de passagem, que lhe fora feita anteriormente por Silva Porto, aquele soba põe término às relações pacíficas de há muito existentes entre os autóctones e Silva Porto, a quem injuria puxando-lhe as barbas e dizendo-lhe que as não merecia, e exige a retirada imediata de Paiva Couceiro, o que este terminantemente recusa. Estava iniciada a Segunda Guerra Luso-Ovimbundo.
Num ambiente de pessimismo resultante do ultimato britânico, Silva Porto, ferido na sua honra e dignidade após o fracasso da tentativa de mediação com Dunduma, amortalhou-se na bandeira portuguesa e fez-se explodir com alguns barris de pólvora.
Após a morte de Silva Porto, Paiva Couceiro instala-se brevemente na embala de Belmonte, mas acossado pelas forças do soba do Bié, foi obrigado a retirar-se para o reino vizinho do Bailundo, onde depois de permanecer alguns dias isolado, recebeu ordem do governador-geral Guilherme de Brito Capelo para descer o rio Cubango até Mucusso, uma viagem de 2 600 km por terras desconhecidas.
O objectivo era o avassalamento dos sobas da região, antes que os britânicos o fizessem, e a determinação da navegabilidade do rio. Iniciada no Bailundo a 30 de abril de 1890, a viagem foi épica, dela resultando, para além da feitura dos vassalos que lhe fora determinada (ao todo 16 sobas), um relatório riquíssimo em pormenores etnográficos e geográficos, nalguns casos marcando o primeiro contacto europeu com os povos e terras visitados. Terminada a missão em 30 de julho, dia em que atingiu, finalmente, a embala do soba do Mucusso. Resolveu então descer o rio Cubango de canoa até às ilhas de Gomar, a 65 quilómetros dali, e regressar ao longo do rio até ao Forte Princesa Amélia, no Bié, onde chegou a 14 de outubro, depois de cinco meses e meio no mato, em permanente risco de perder a vida e em condições insuportáveis para qualquer europeu. Por este desempenho excepcional receberia a 18 de dezembro de 1890 o grau de cavaleiro da Real Ordem Militar da Torre e Espada.
Regressado ao Bié, participou, com as forças de Artur de Paiva, na expedição punitiva que terminou na prisão e deposição do soba Dunduma (ou N’Dunduma) que o ameaçara seis meses antes e na completa subjugação do reino do Bié. Estava vingado o insulto que lhe fora feito e a morte de Silva Porto.
Terminada aquela operação, ainda foi encarregado de ir avassalar os povos da região da Garanganja e explorar os depósitos de sal-gema existentes na margem esquerda do rio Cuanza. Com a sua usual minúcia, Paiva Couceiro descreveu no seu relatório os 453 quilómetros que andou em doze dias, os dois caminhos para a Garanganja que reconheceu e os quatro sobas que avassalou, bem como as salinas que cuidadosamente visitou.
Terminada mais esta operação, voltou a Belmonte, no Cuito, onde se recolheu doente com febres.
Coberto de glória e fama nacional, pela acção militar notável que conduziu em Humpata e pela sua extraordinária viagem de exploração, já agraciado em 18 de dezembro de 1890 com o grau de cavaleiro da Real Ordem Militar da Torre e Espada, foi recebido em Lisboa com rasgados elogios ao seu desempenho nas campanhas de Angola e elevado a oficial da Real Ordem Militar da Torre e Espada, por decreto de 29 de maio de 1891. Em homenagem aos grandes serviços prestados, e antes de voltar à Metrópole depois de passar um mês no hospital, doente, recebeu da parte do povo da região de Belmonte-Cuito-Benguela uma réplica do colar de cavaleiro da Real Ordem Militar da Torre e Espada em ouro, cravejado de diamantes. Esta magnífica condecoração, aliás como muitas outras, desapareceram quando a casa do seu cunhado, João de Fontes Pereira de Melo Ferreira de Mesquita, em Lisboa, foi saqueada durante a Revolta de 14 de maio de 1915.
A 17 de fevereiro de 1891, o Ministério da Marinha e Ultramar dá por terminada a sua comissão de serviço ultramarino e ordena o seu regresso a Portugal. Por ter regressado do Ultramar onde não completou a comissão, fica na arma a que pertencia voltando ao posto de primeiro tenente. É então colocado no Estado Maior de Artilharia N.° 5. Em julho de 1891 é colocado no Regimento de Artilharia N.° 3, em Santarém; é aqui que, nos princípios de agosto de 1892, Henrique de Paiva Couceiro salva um dos seus soldados de se afogar quando se banhava nas águas do Tejo, em Santarém. Recebe por essa acção corajosa a Medalha de Prata de Mérito, Filantropia e Generosidade (Ordem do Exército n° 292 — 1892 — Diário do Governo de 17 de setembro de 1892) — (Medalha de D. Maria II). A 13 de agosto de 1892 volta ao Regimento de Artilharia N.° 1 em Campolide (Lisboa). De novo passa ao Estado Maior onde é promovido a capitão a 16 de maio de 1894.

### Guerra do Rife
Descontente com a vida de quartel, em 1893 pede licença para servir na Legião Estrangeira do Exército Espanhol e em 8 de novembro desse ano parte para Melilha, onde combate nos últimos meses da campanha de Melilha da Guerra do Rife, então travada no Marrocos Espanhol, distinguindo-se a ponto de merecer a medalha espanhola de mérito militar. Terminada a campanha volta a Lisboa e reocupa o seu lugar em Artilharia 1.

### A campanha de Moçambique
Quando em outubro de 1894 os povos tsonga do sul de Moçambique se rebelaram e atacaram Lourenço Marques, o governo presidido pelo regenerador Ernesto Rodolfo Hintze Ribeiro, nomeou o antigo ministro progressista António Enes para o cargo de comissário régio em Moçambique, com a missão de esmagar a revolta dos povos autóctones e reafirmar a soberania portuguesa sobre a região, então ameaçada pelos britânicos, liderados por Cecil Rhodes, que consideravam os portugueses incapazes de manter a posse do território moçambicano.
Provavelmente devido à sua fama africanista granjeada em Angola, Paiva Couceiro foi convidado e aceitou o convite para o cargo de ajudante de campo do comissário régio em Moçambique. A expedição parte de Lisboa a 8 de dezembro de 1894 e desembarcou em Lourenço Marques a 18 de janeiro de 1895. A situação encontrada não podia ser pior, pois a esmagadora maioria dos régulos da região estava contra os portugueses, estando estes encurralados em Lourenço Marques, incapazes de controlar as imediações da cidade, onde mesmo a ilha Xefina fora ocupada pelos insurgentes.
António Enes, estratega arguto, desencadeou um conjunto de campanhas militares, elegendo como principal adversário Gungunhana, o rei dos vátuas e imperador de Gaza, de facto suserano da generalidade das tribos do sul de Moçambique. Nestas campanhas, Paiva Couceiro teve acção notável, particularmente nos combates de Marracuene e Magul, travado a 2 de novembro contra as forças angunes de Gungunhana, sendo ferido neste combate.
No combate de Marracuene, travado a 2 de fevereiro de 1895, Paiva Couceiro ganhou grande destaque, particularmente ao liderar as tropas que repeliram as forças inimigas que tinham penetrado o quadrado defensivo português, uma manobra considerada de extrema dificuldade e que exigia enorme coragem.
Em agosto de 1895 foi feito cavaleiro da Real Ordem Militar de São Bento de Avis, por 10 anos de serviço sem nota (Capitão de 1.ª Classe).
Regressado a Lourenço Marques, em março daquele ano Paiva Couceiro voltou a demonstrar a sua coragem e a sua vontade de manter intacta a honra do seu País: vestido à paisana, procurou pessoalmente três correspondentes de jornais ingleses, dois ingleses e um americano, que hostilizavam Portugal na imprensa de Londres. Sovou o 1.°, um gigante, no seu estabelecimento; a luta estendeu-se até á rua onde Paiva Couceiro deixou o seu inimigo knock-out. O segundo estava no hotel e levou uma sova sem resistir. O terceiro estava a tomar o aperitivo com amigos; pediu-lhe que se levantasse e perguntou-lhe se era ele que escrevia para o jornal que Couceiro trazia na mão. O jornalista respondeu "yes" e Paiva Couceiro esmurrou-o com o seu punho e o jornal á mistura. O anel de sinete que usava na sua mão esquerda foi partido na escaramuça e, mais tarde, foi oferecido ao Museu da Fortaleza (Lourenço Marques) por seu filho Miguel António do Carmo de Noronha de Paiva Couceiro. Mais uma vez, Henrique de Paiva Couceiro utilizou os seus punhos; de armas serviu-se sobretudo da sua espada, como no combate de Marracuene, quando ajudou a fechar o quadrado que tinha sido rompido pelos inimigos. Por este incidente foi repreendido pelo seu Chefe, o Comissário António Ennes, que mais tarde escreveu: repreendi-o sim, mas com vontade de o beijar!
No desenrolar das operações subsequentes, Paiva Couceiro voltou a destacar-se no combate de Magul, travado a 8 de setembro de 1895, onde se portou com grande denodo, num acto do qual o comissário régio António Ennes reconheceu a grande importância ao dizer: "Há-de ver-se que a vitória de Magul perdeu o Gungunhana; a derrota perderia, provavelmente, o distrito de Lourenço Marques. Se não fora Paiva Couceiro, provavelmente, lamentaríamos ainda hoje tamanha desgraça." — in "Portugal em África", Março de 1944, p. 76
Demonstrando extraordinária coragem física, Paiva Couceiro ficou célebre, nomeadamente, na luta contra as forças de Gungunhana. Pelos seus feitos militares, foi alvo de diversas condecorações e homenagens, particularmente após o aprisionamento de Gungunhana e a sua extradição para Portugal.
Concluídas as operações de pacificação e preso e deportado o imperador Gungunhana, Paiva Couceiro embarcou em Lourenço Marques a 18 de Dezembro de 1895, com destino a Lisboa.
Chegado a Lisboa, a 19 de Janeiro de 1896 foi proclamado Benemérito da Pátria, por decisão unânime das Cortes, como reconhecimento pela apreensão de Gungunhana, e feito comendador da Real Ordem Militar da Torre e Espada, com uma pensão anual de 500$000 réis que, de resto, nunca recebeu durante a república. Foi o primeiro e provavelmente o único oficial Português a ser agraciado, até hoje, com três graus da Real Ordem Militar da Torre e Espada. Mas as honrarias não se ficaram por ali: foi nomeado ajudante-de-campo honorário do rei D. Carlos — mais uma honra que lhe foi concedida depois de ter sido nomeado oficial às ordens de Sua Majestade El-Rei, por decreto de 11 de fevereiro de 1893 — passando a integrar a Casa Militar do Rei, e em Março recebeu a Medalha Militar de Ouro de Valor Militar (Medalha de D. Luís I) e a Medalha de Prata Rainha D. Amélia, por ter combatido na campanha de Moçambique. Era oficialmente um herói e um benemérito da Pátria.

### O casamento e a entrada na política

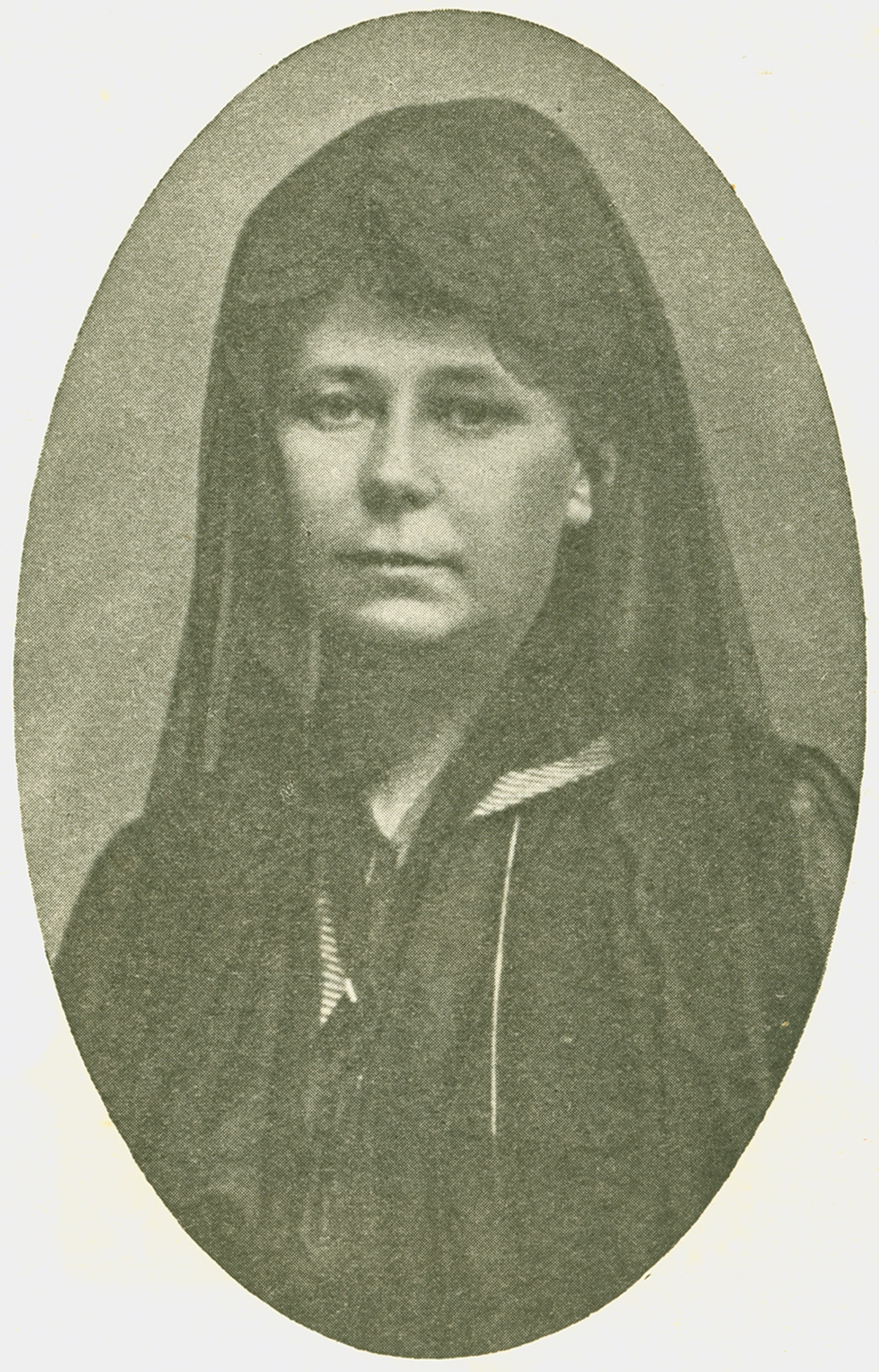
D. Júlia Maria do Carmo de Noronha

Nesse mesmo ano de 1896, a 21 de novembro, casou com Júlia Maria de Noronha, filha e única herdeira do 3.º conde de Parati, tendo como padrinho do casamento o próprio rei D. Carlos. Estava completo o seu percurso de ascensão social: era um dos mais prestigiados militares do tempo, ligado agora à principal nobreza e à Casa Real, da qual os condes de Parati, e em especial D. Isabel de Sousa Botelho, a condessa sua sogra, eram íntimos. O casal manteria um estrito catolicismo, tendo a esposa exercido toda a vida o cargo de presidente da Associação Reparadora das Marias dos Sacrários Calvários e, das três filhas do casal, uma, Madre Paiva Couceiro, de seu nome completo Helena Francisca Maria do Carmo de Noronha de Paiva Couceiro, foi freira doroteia e Madre Superior do Colégio das Doroteias em Benguela; outra, Maria do Carmo de Noronha de Paiva Couceiro, fundadora das Filhas de Maria na Índia, nunca foi freira mas dedicou toda a sua vida a obras religiosas e sociais. A sua memória foi recentemente homenageada pela Roshni Nilaya Alumni Association. A mais velha, Isabel Maria do Carmo de Noronha de Paiva Couceiro, casou com António Carlos Sarmento Calainho de Azevedo que, então Alferes, foi o primeiro porta-bandeira a hastear a bandeira da monarquia na implantação da Monarquia do Norte em 1919.
Com o posto de capitão, mas com um estatuto social e político muito superior, foi colocado no Estado-Maior do Exército, em funções mais honoríficas e burocráticas do que de verdadeiro serviço militar. Em 1898 foi transferido para o quadro do Estado-Maior, passando em definitivo a funções administrativas. Na sua qualidade de deputado às cortes, fez parte, nomeadamente, da "Comissão de Guerra" encarregada da discussão do projecto-lei n.° 14, projecto de criação provisória do posto de segundo capitão na Arma de Artilharia. Bastante interventivo, nomeadamente na defesa da corporação, reclamando com convicção promoções mais rápidas e melhores salários para os oficiais do exército — Acta da 42.ª sessão.
Ainda assim, em 1901 foi enviado a Angola, com a missão de dirigir uma experiência de tracção mecânica entre o rio Lucala e Malanje. Concluiu a missão e apresentou um relatório onde já revela as suas preocupações com a política colonial portuguesa.
A partir daí, embora manifeste repetidamente o seu desdém pela vida política, que considera um pântano indigno da honra dos verdadeiros portugueses, publica numerosos artigos sobre política colonial e sobre política em geral, revelando um crescente nacionalismo e um profundo desencanto com o sistema parlamentar do rotativismo, ao qual atribui o declínio da Pátria. Em entrevista e intervenções públicas, assume-se como um novo Nuno Álvares Pereira, puro e impoluto, pronto a salvar Portugal. Esta posição, agudiza-se a partir do suicídio de Mouzinho de Albuquerque, outro dos putativos salvadores da pátria, ocorrido a 8 de janeiro de 1902. O seu pensamento político, imbuído de nacionalismo e de catolicismo, precede em muitos aspectos o Integralismo Lusitano, no qual aliás mais tarde se integraria, embora sejam claras as influências de intelectuais como Oliveira Martins e Guerra Junqueiro, em especial do Finis Patriae deste último.
Assumindo-se como reserva moral da Nação ultrajada, a 1 de abril de 1902 enviou uma respeitosa petição às Cortes, insurgindo-se contra a hipoteca dos rendimentos alfandegários aos credores estrangeiros do Estado — O "Convénio" — , recomendando o equilíbrio orçamental e a reforma da vida política, como exigiam a nobreza e as tradições do povo português. Esta petição teve ampla divulgação na imprensa e despertou um amplo movimento de apoio entre a direita monárquica. Com ela, e com o desaparecimento de Joaquim Augusto Mouzinho de Albuquerque, Paiva Couceiro consagrava-se como o líder incontestado dos africanistas e reserva moral do regime monárquico ameaçado pela crescente acção dos republicanos. A Paródia de Rafael Bordalo Pinheiro saudou-o com os seguintes versos: 
Grande heroísmo e grande integridade,

Bigode loiro e afirmações solenes,

Erguendo ao sol a Espada e a Verdade

É este, no dizer de António Enes,

O D. Nun'Álvares da nova idade!
Ainda não tinham desaparecido os ecos da sua petição e já novo escândalo vinha colocar Paiva Couceiro na ribalta da vida política: em dezembro de 1902 transpirou para a opinião pública que António Teixeira de Sousa, o Ministro da Marinha e do Ultramar do governo presidido por Hintze Ribeiro, negociara um contrato que concedia a Robert Williams, um britânico que a imprensa acusava de ser discípulo de Cecil Rhodes, o direito de construir uma linha de caminho-de-ferro ligando o Lobito a Benguela e dali à fronteira congolesa, o futuro Caminho de Ferro de Benguela, garantindo por 99 anos ao concessionário o monopólio do transporte ferroviário e de eventuais explorações mineiras numa faixa ao longo da linha com 240 quilómetros de largura e, em princípio, 1 347 km de comprimento. Esta concessão, apelidada contrato Williams, escandalizou a ala nacionalista que pretendia a exclusividade portuguesa em Angola, levando Paiva Couceiro a proclamar que os ministros que o sancionassem cometiam um crime de traidores. Depois da sua carta de 1 de abril de 1902, Paiva Couceiro, numa carta publicada pelo Jornal das Colónias, insurge-se de novo contra a política do Governo. Estava consumada a ruptura com o regime e, para os políticos do rotativismo, Paiva Couceiro era agora o alvo a abater.
Apesar das suas ligações à Casa Real, a 6 de dezembro de 1902 foi transferido compulsivamente para o cargo de adjunto da Inspecção do Serviço de Artilharia, em Évora. Esteve virtualmente exilado naquela cidade até novembro de 1903, quando a subida ao poder do ministério progressista chefiado por José Luciano de Castro, o transferiu para o Grupo de Baterias a Cavalo de Queluz, onde permaneceu até 1906.
Durante o período de permanência em Évora e nos meses subsequentes foi-se progressivamente aproximando de João Franco e das ideias ordeiras do Partido Regenerador-Liberal, Sinal dessa mútua aproximação é o discurso programático proferido por João Franco em maio de 1903, no qual os grandes princípios de política colonial coincidem totalmente com as ideias de Paiva Couceiro. Estava criada a ligação que o conduziria à política activa e o faria entrar, afinal, no temeroso pântano da política partidária que tanto vilipendiava.

### Deputado às Cortes (1906-1907)
Em 1905, após as eleições gerais de 12 de fevereiro (a 37.ª legislatura) e quando se tornou claro que o rei D. Carlos I pretendia finalmente apoiar a reforma do regime, o que eventualmente passaria pela entrega do poder a João Franco, Paiva Couceiro e outros ‘’africanistas’’ famosos, entre os quais Freire de Andrade, Aires de Ornelas, Ivens Ferraz e João Baptista Ferreira, decidiram-se finalmente a abandonar a posição pretensamente suprapartidária em que se tinham colocado e inscreveram-se no Partido Regenerador-Liberal, anunciando que o faziam para que os portugueses não perdessem a confiança no futuro da raça.
Inserido nas listas do Partido Regenerador-Liberal, concorreu nas eleições gerais de 19 de agosto de 1906 (39.ª legislatura), pelo círculo n.º 15, de Lisboa Oriental, e foi eleito deputado às Cortes para legislatura de 1906 a 1907. No parlamento foi vogal da Comissão Parlamentar do Ultramar (1906); vogal da Comissão Parlamentar de Administração Pública (1906-1907) e vogal da Comissão Parlamentar da Guerra (1906-1907).

A sua presença no parlamento, inicialmente discreta e centrada no trabalho das comissões a que pertencia, foi-se progressivamente alargando e afirmando, essencialmente em matérias coloniais e militares. Na sua primeira intervenção, em presença de António Carlos Coelho de Vasconcelos Porto, oficial de engenharia, Ministro da Guerra, começou assim o seu discurso: 
Sendo a primeira vez que tenho a honra de tomar a palavra nesta assembleia e tendo de referir-me hoje a alguns ex-ministros, devo declarar que na discussão dos negócios públicos não conheço pessoas, e que está, portanto, excluído sempre do meu espírito o propósito, já não digo de ofensa, mas nem mesmo da menor desatenção, seja para quem for. Não está isso nos meus processos, e assim também não posso apoiar que para os debates desta Câmara sejam trazidos gracejos, cujo gosto não discuto, mas de cuja oportunidade divirjo profundamente. Cumpre, a meu, ver, a esta casa dar o exemplo da discussão séria, nem de outro modo se sustentará o prestígio que deve decerto revestir a assembleia a quem o povo entrega os seus interesses […]

— Extracto do Diário da Câmara dos Senhores Deputados, sessão n° 25 de 7 de novembro de 1906, sendo a Ordem do dia: "discussão do projecto de lei n° 12 autorizando o Governo a organizar o Supremo Conselho de Defesa Nacional".
Revelou-se um opositor assertivo das políticas progressistas e um apoiante das medidas ordeiras, mesmo que antidemocráticas. Sempre que se falava das colónias, em especial de Angola, reagia com paixão, defendendo que aquela colónia era o único recurso para tornar maior este Portugal tão pequeno.
A sua carreira parlamentar terminou quando a 2 de maio de 1907 o presidente do Governo, João Franco, resolveu separar-se dos progressistas e, com o apoio real, suspender o parlamento e governar em ditadura. Suspenso o funcionamento da Câmara dos Deputados e, perante uma oposição republicana e anarquista que crescia rapidamente, a posição de Paiva Couceiro radicalizou-se, aparecendo então no seu discurso com clareza o desejo de uma monarquia plebiscitária, sem compromissos partidárias, antiparlamentar e tradicionalista.

### Governador-Geral de Angola (1907-1909)

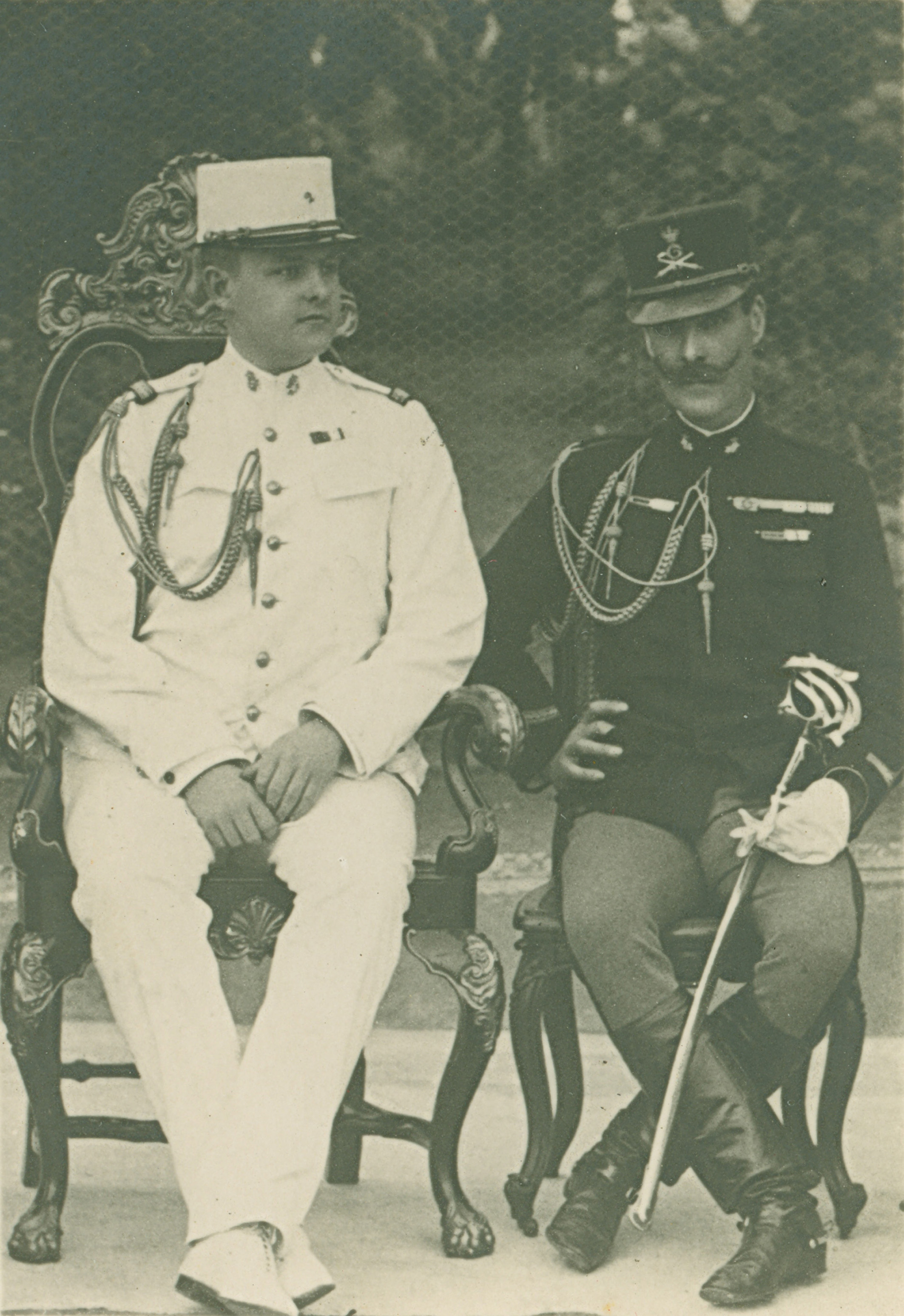
O Príncipe Real D. Luís Filipe em visita a Angola, com o Governador Henrique Paiva Couceiro (Luanda 1907)

Tendo falecido no dia 1 de maio daquele ano (1907) o governador-geral de Angola, Eduardo Augusto Ferreira da Costa, aparentemente por sugestão do rei D. Carlos, o novo Ministro da Marinha e Ultramar, o seu camarada africanista Aires de Ornelas e Vasconcelos, convida Paiva Couceiro para o lugar de governador-geral de Angola. Este aceita e a 24 de maio de 1907 é nomeado governador-geral interino, já que a sua patente de capitão não permite a nomeação definitiva. Chegou a Luanda a 17 de junho, iniciando de imediato as suas funções.
O facto de ter sido apoiante de João Franco em boa parte explica ter sido nomeado para o cargo, que obviamente era necessariamente da confiança política do chefe do Governo. Ainda assim, apesar do governo de João Franco ter caído em fevereiro de 1908, vítima do regicídio que vitimou D. Carlos, Paiva Couceiro manteve-se no cargo até 22 de julho de 1909, realizando um vasto plano de obras de fomento. Comandou pessoalmente as campanhas militares de pacificação das regiões de Cuamato e dos Dembos, expondo-se, como era seu timbre aos inerentes riscos. A sua demissão foi o resultado dos crescentes desentendimentos com o governo de Lisboa, em particular com o presidente do ministério, o regenerador Venceslau de Lima. Foi uma demissão por motu proprio, mas claramente motivada pela frustração causada pela falta de autonomia governativa e de meios.
Os seus objectivos políticos eram claros:
(1) ocupar, explorar e guarnecer todo o território até às mais remotas fronteiras para garantir a segurança de pessoas e bens e prevenir qualquer tentativa de interferência externa; (2) promover o desenvolvimento económico da colónia, criando comunicações rápidas e baratas, fixando colonos portugueses, forçando o indigenato ao trabalho e reduzindo o peso do proteccionismo e dos monopólios metropolitanos; e (3) conseguir para o governo provincial um mínimo de autonomia que lhe permitisse agir rapidamente sem ficar dependente do demorado despacho do governo central.

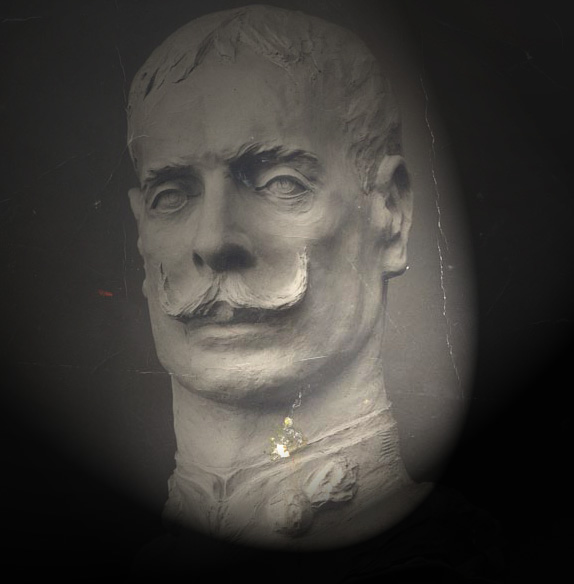
Henrique Paiva Couceiro, busto de Delfim Maia, pertencente ao Museu de Angola

Embora a execução do programa tenha sido difícil, no período de dois anos em que governou Angola houve um progresso sensível, o que foi reconhecido por Norton de Matos muitos anos depois e confirmado pelos estudos de historiadores contemporâneos, entre os quais René Pélissier.
Saiu de Luanda em junho de 1909, apesar dos protestos da população europeia que queria a sua continuação no governo da colónia. Chegado a Lisboa em princípios de julho, a 22 daquele mês foi oficialmente exonerado a seu pedido. Em Lisboa, onde era clara a indecisão de D. Manuel II de Portugal e se sentia um ambiente de fim de época, a 28 de julho recebeu o comando do Grupo de Artilharia a Cavalo de Queluz. Apesar dos constantes escândalos em que mergulhara a política portuguesa, em particular a revelação do gigantesco desfalque no Crédito Predial Português, Paiva Couceiro manteve-se relativamente arredado da vida pública, prestando em setembro provas para promoção a major.
Este silêncio foi quebrado em julho de 1910, quando Paiva Couceiro publicou no jornal franquista O Correio da Manhã uma carta, assinada como Agá Pê Cê (HPC), onde apela a uma contra-revolução que salve a monarquia. Depois envolve-se num conjunto de pretensas conspirações inconsequentes, aparentemente visando implantar um regime monárquico liberto do parlamento, defendendo, paradoxalmente, muitas das ideias que depois os republicanos antidemocráticos adoptariam. Sem que os seus apelos fossem ouvidos, o regime degrada-se rapidamente e a 5 de outubro ocorre a esperada revolução e é implantada a República Portuguesa. Paiva Couceiro foi um dos poucos comandantes militares que tentou, seriamente, travar os revoltosos, sem sucesso.

### A resistência à Primeira República
Em 1910, aquando da Implantação da República Portuguesa, Paiva Couceiro contava-se entre os defensores da causa monárquica. É considerado como o último defensor da Monarquia, um dos poucos que, nesse dia 5 de outubro, se bateram pelo Trono Secular; com a sua artilharia instalada no Torel, foi o único oficial que fez fogo sobre o acampamento Republicano da Rotunda e o Parque Eduardo VII, em Lisboa. Sentindo-se abandonado pelo resto das tropas Monárquicas, e depois de bombardear a Rotunda, marchou para Sintra a fim de se juntar ao Rei. Aí veio a saber que o rei partira para Mafra; Paiva Couceiro aproximava-se de Mafra quando foi informado que o Rei D. Manuel II tinha embarcado na Ericeira. Por decisão superior, e perante tal situação, recolheu com as suas tropas ao quartel numa altura em que os Republicanos consideravam a luta perdida. A maioria das unidades militares não tinham aderido à revolta, por isso mesmo o almirante Cândido dos Reis, certo da derrota do seu movimento, suicidara-se; se Henrique Paiva Couceiro tivesse sido informado deste acontecimento e da debandada dos Republicanos, teria possivelmente desobedecido aos seus superiores e tomado a iniciativa de continuar o combate até à vitória das tropas Monárquicas.

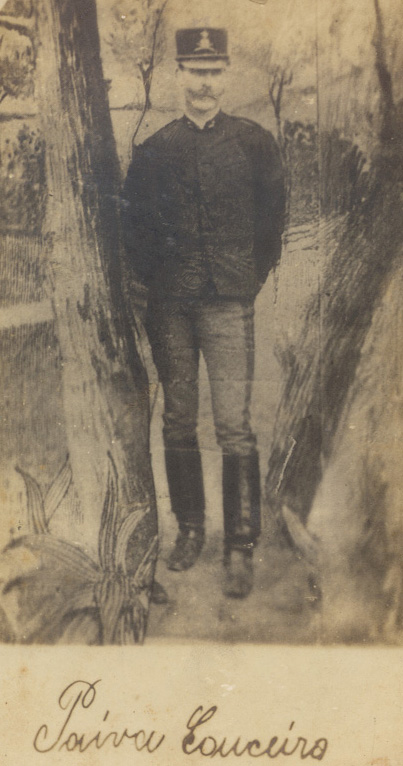
Paiva Couceiro na Galiza, em junho de 1912

Apesar de ser conhecido como monárquico irredutível, logo no dia 6 de outubro, Paiva Couceiro era procurado por um enviado do Governo Provisório que queria saber o que viria a ser a sua atitude perante o novo regime implantado.
Na sua longa entrevista a Joaquim Leitão, Paiva Couceiro conta que respondeu textualmente, a esse enviado: "Reconheço as instituições que o Povo reconhecer. Mas se a opinião do Povo não for unânime, isto é, se o Norte não concordar com o Sul, estarei até ao fim ao lado dos fiéis à tradição. E se acaso se desse uma intervenção estrangeira para sustentar a Monarquia, então passar-me-ia para o lado da República". Sempre o mesmo português de antes quebrar que torcer. Primeiro que tudo, fiel à Pátria e só por isso fiel ao Rei e à Monarquia, diz Óscar Pacheco no seu artigo. E Paiva Couceiro continua a contar ao seu entrevistador: "Depois pedi a minha demissão de oficial. E pedi-a porque, depois de tantos anos de sacrifícios e de trabalhos à sombra das cores azul e branca e dos castelos e quinas da nossa bandeira não me acho com forças para abandonar o símbolo onde me habituei a ler escrita a história do meu País. Fazer com que um símbolo tenha raízes na alma de um povo e inspire respeito a todo o Mundo, é trabalho de muitas gerações. E eu, pela minha parte, acho-me velho para principiar agora o esforço novo que os louros de uma bandeira nova implicam".
Depois da sua "Proposta ao Governo Provisório", de 18 de março de 1911, e das eleições de 28 de maio de 1911, que Paiva Couceiro não reconheceu (manifesto de 31 de maio de 1911), subiu as escadas do Ministério da Guerra e demitiu-se, entregando a sua espada e dizendo "Entrego a minha demissão e saio do País para conspirar. Prendam-me se quizerem". Ninguém lhe respondeu, voltou as costas e deixou o Ministério sem que alguém ousasse prendê-lo.
Comandou a incursão monárquica de 1911; a 4 de outubro de 1911 as suas tropas entram em Portugal por Cova de Lua, Espinhosela e Vinhais, onde foi hasteada na varanda da câmara municipal a bandeira azul e branca, e tomam Chaves. Três dias mais tarde, derrotadas pelas forças republicanas, as tropas de Paiva Couceiro retiram-se para a Galiza.
Em dezembro de 1911 participa nas reuniões que trataram da "questão dinástica" entre D. Manuel II e seu primo D. Miguel de Bragança e que veio a ter o seu epílogo no Pacto de Dover cujo projecto redige em Londres a 30 de dezembro de 1911. No seu livro de notas, Paiva Couceiro escreve: "E pôde assim finalmente fixar-se para 30 de janeiro (1912) a data do encontro das Reaes Pessoas em Dover e o respectivo protocolo. Vindo de facto a realizar-se n'essa data e lugar, uma entrevista a sós, entre El-Rei D. Manuel e seu primo D. Miguel, n'uma sala do "Lord Warden Hotel", — onde compareceram também o Visconde de Assêca que acompanhava D. Manuel, o Visconde de São João da Pesqueira que acompanhava D. Miguel, e Paiva Couceiro na qualidade de Chefe dos Combatentes, acompanhado por Francisco Pombal. E as assignaturas de El-Rei D. Manuel e do Senhor D. Miguel de Bragança, — consagraram momentaneamente o "Pacto de Dover".

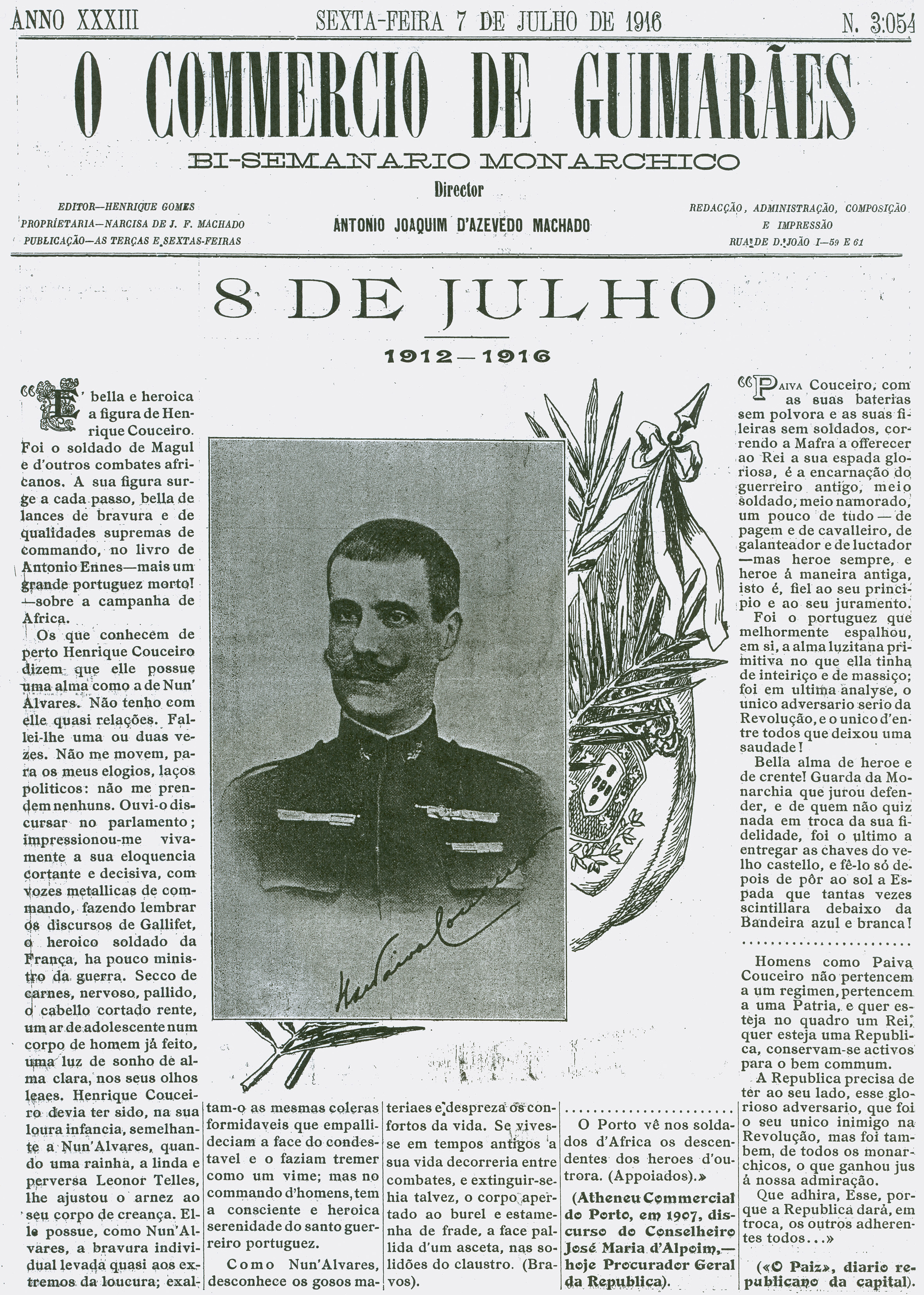
4.° aniversário do ataque a Chaves

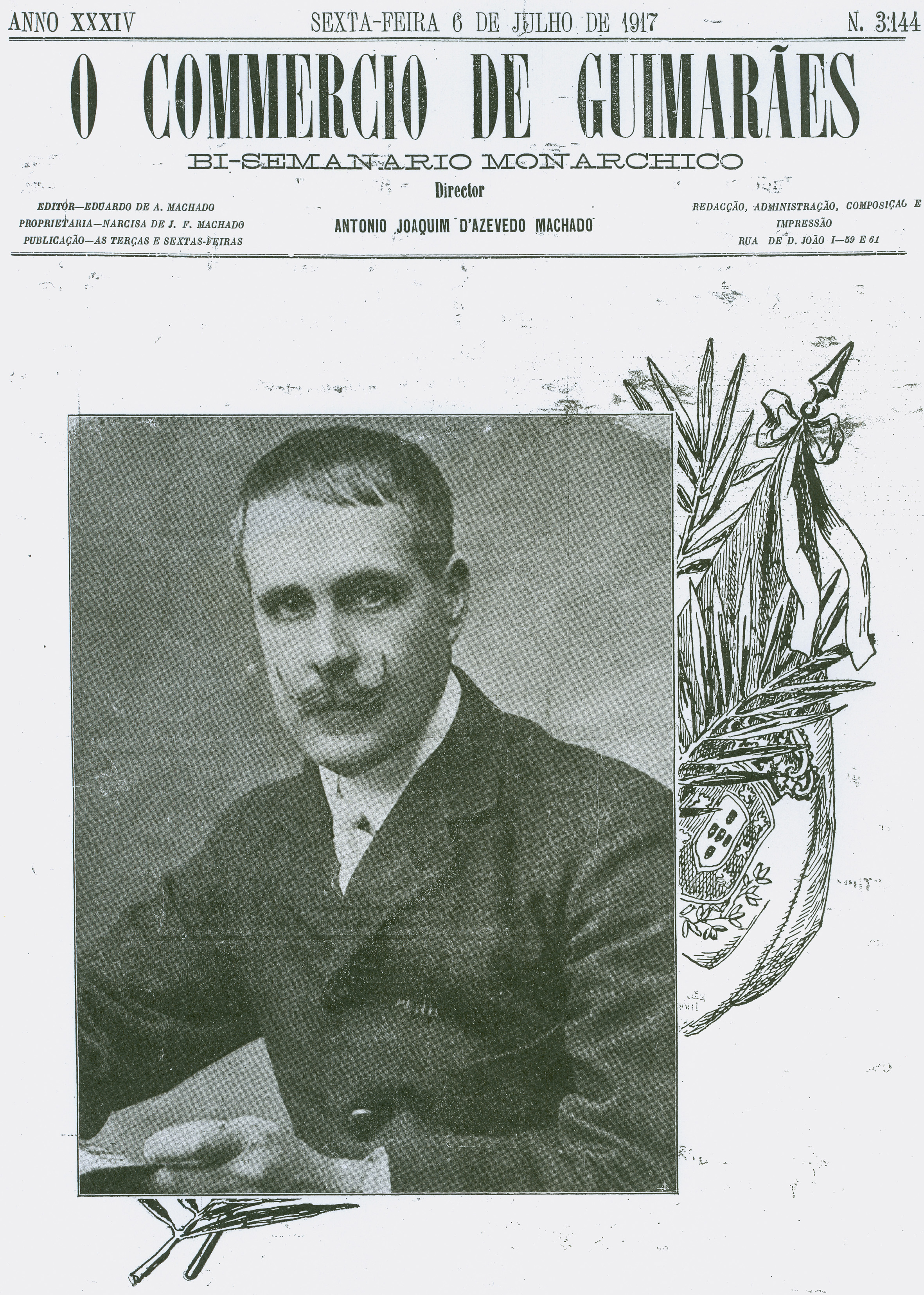
5.° aniversário do ataque a Chaves

A de 6 de julho de 1912 comanda nova incursão, a segunda incursão monárquica, em que as suas tropas são de novo derrotadas, também em Chaves, a 8 de julho desse ano.
Durante as Incursões, com as tropas acantonadas na Galiza, havia desafios, como em Portugal, nas esfolhadas. Uma voz desgarrava: 
Portuguezes vesti lucto,

Um lucto bem denegrido;

Se Paiva Couceiro não vem,

Portugal está perdido
E outra respondia:
Paiva Couceiro,

Mais uma vez;

Mostra o que vale,

O sangue português
In — Couceiro o Capitão Phantasma, Joaquim Leitão, Edição do Autor, Porto 1914, p. 106
Pouco antes da segunda incursão, a 17 de junho de 1912, foi julgado à revelia pelo Tribunal do Segundo Distrito do Porto: 
- "No mesmo dia em que o Governo se apresenta às Câmaras (17 de junho), no Tribunal do Segundo Distrito do Porto eram julgados vários dos incursionistas de Vinhais: padres Domingos Pires, José Maria Fernandes, Abílio Ferreira, Firmino Augusto Martins, Manuel Lopes, David Lopes, o capitão Jorge Camacho, o Conde de Mangualde, capitão Remédios da Fonseca, capitão-médico José Augusto Vilas Boas, tenente Figueira e o capitão Henrique de Paiva Couceiro. O julgamento realizou-se à revelia, sendo Paiva Couceiro condenado a seis anos de prisão maior celular ou dez anos de degredo e "esta pena relativamente suave foi dada em atenção aos serviços prestados à Pátria". Os restantes foram condenados a seis anos de prisão celular seguidos de dez anos de degredo, ou na alternativa de vinte anos.[13]

Mais tarde, em 1915, de volta ao País após o seu primeiro exílio, foi convidado para Governador de Angola, pelo ainda recente Governo Republicano, representado por Araújo de Sá, Oliveira Jericote e outro, que o procuraram na sua casa de Oeiras. Paiva Couceiro recusou servir o novo regime e instalou-se em Espanha onde preparou a restauração da Monarquia, movimento que ficou conhecido por Monarquia do Norte.
Em 1919 proclamou a referida Monarquia do Norte, de curta duração, da qual foi o Presidente da Junta Governativa do Reino. Neste período foi activamente apoiado pelos líderes integralistas, entre os quais Luís de Almeida Braga (seu secretário) e António Sardinha. Na tentativa de Monsanto, em Lisboa, foi apoiado por Pequito Rebelo e Hipólito Raposo. Por este papel determinante nas incursões feitas pelos monárquicos e pela sua fidelidade à causa ficou conhecido entre os seus apoiantes por O Paladino.
A contra-revolução monárquica sucedeu quase de imediato à proclamação da República, em 5 de outubro de 1910 e teve como objectivo primordial organizar um movimento político-militar capaz de derrubar as instituições do novo regime e restaurar a situação vigente até àquela data.
Em 1919, após o assassinato de Sidónio Pais, Paiva Couceiro vê a sua grande oportunidade de lutar pela restauração do regime em que acreditava. Assim, volta a organizar uma incursão dos monárquicos exilados, consegue subverter as instituições da parte do território português que ia do Minho à linha do Vouga, e, em nome do rei D. Manuel II de Portugal, exilado na Grã-Bretanha e Irlanda, e estrategicamente, restaura a Carta Constitucional de 1826.

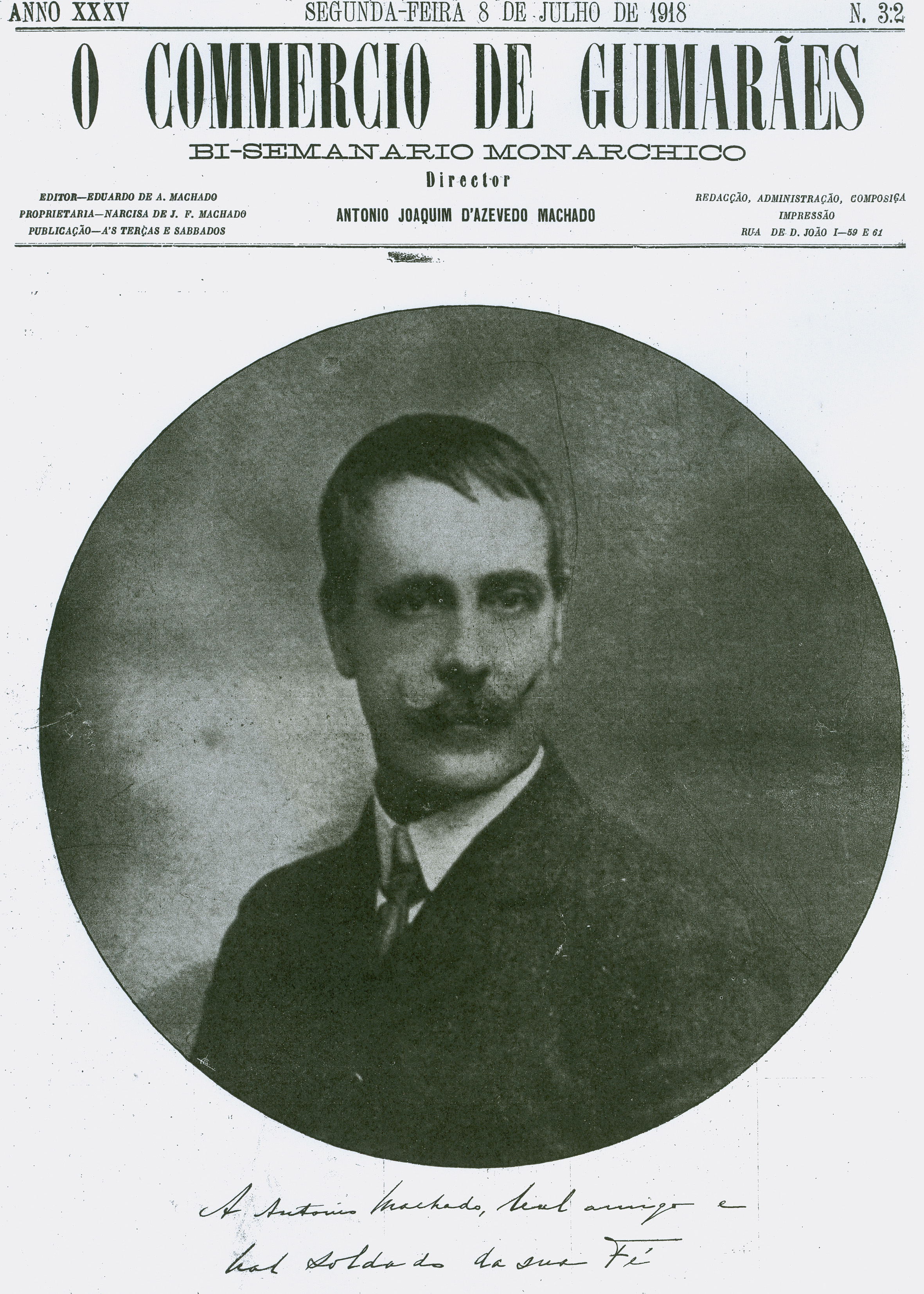
6.° aniversário do ataque a Chaves

Contudo, o seu objectivo maior era o regresso à Monarquia Integral, medieval, católica e corporativa. Por essa razão proclama a restauração da monarquia na cidade do Porto, num episódio que ficou conhecido pela Monarquia do Norte (19 de janeiro a 13 de fevereiro de 1919). Porém, a situação não consegue perdurar e o regime republicano é novamente instaurado. Durante a efémera vida daquele regime — 25 dias — exerceu as funções de Presidente da Junta Governativa do Reino (1919), cujas funções eram equivalentes às de primeiro-ministro do governo provisório então instaurado. Durante a Monarquia do Norte esta Junta Governativa revogou toda a legislação republicana promulgada desde 5 de outubro de 1910, restaurou a bandeira e o hino monárquicos e legislou intensa e infrutiferamente.

O discurso de Henrique Paiva Couceiro às tropas reunidas em continência à bandeira azul e branca, logo após a proclamação da Monarquia no Porto, ficou para a História:
«Soldados! «Tendes diante de vós a Bandeira Azul e Branca! Essas foram sempre as cores de Portugal, desde Afonso Henriques, em Ourique, na defesa da nossa terra contra os Moiros até Dom Manuel II mantendo contra os rebeldes africanos os nossos domínios em Magul, Coolela, Cuamato, e tantos outros combates que ilustraram as armas portuguesas. «Quando em 1910 Portugal abandonou o Azul e Branco, Portugal abandonou a sua história! E os povos que abandonam a sua história são povos que decaem e morrem.
«Soldados! o Exército é, acima de tudo, a mais alta expressão da Pátria e, por isso mesmo, tem que sustentá-la e tem que guardá-la nas circunstâncias mais difíceis, acudindo na hora própria contra os perigos, sejam eles externos ou internos, que lhe ameacem a existência. «E abandonar a sua história é erro que mata! Contra esse erro protesta, portanto, o Exército, hasteando novamente a sua antiga Bandeira Azul e Branca. «Aponta-vos Ela os caminhos do Valor, da Lealdade e da Bravura, por onde os portugueses do passado conquistaram a grandeza e a fama que ainda hoje dignifica o Exército de Portugal perante as nações do Mundo! «Juremos segui-la, soldados! E ampará-la com o nosso corpo, mesmo à custa do próprio sangue! «E com a ajuda de Deus, e com a força das nossas crenças tradicionais, que o Azul e Branco simbolizam, a nossa Pátria salvaremos!»
«Viva El-Rei D.Manuel II!»

«Viva o Exército! Viva a Pátria Portuguesa!»
A sublevação monárquica de 1919 haveria de abortar, ao não lograr obter apoios fundamentais que poderiam garantir a sua sobrevivência. O malogro da breve experiência monárquica era inevitável. Porém a ideia e a expectativa da restauração realista mantiveram-se até à emergência do Estado Novo, acabando o monárquico de coração, Oliveira Salazar, por ser o carrasco de quantos ainda sonhavam no regresso ao 4 de outubro de 1910.
A história da Primeira República Portuguesa é pontuada, desde os seus alvores, por um esforço contra-revolucionário levado a cabo por sectores descontentes com as medidas decretadas pelos governos republicanos e que, incluindo o clero e forças políticas conservadoras e radicais, tinham nos monárquicos de diversas tendências (dos integralistas aos monárquico-constitucionais) os seus mentores mais salientes e inconformados.
O chefe carismático da contra-revolução monárquica foi sem dúvida Henrique de Paiva Couceiro, um dos poucos realistas que resistiu em armas à revolução republicana e que, refugiado político na Galiza, comandou duas frustradas incursões no norte do País, em 1911 e 1912.

### Os anos finais

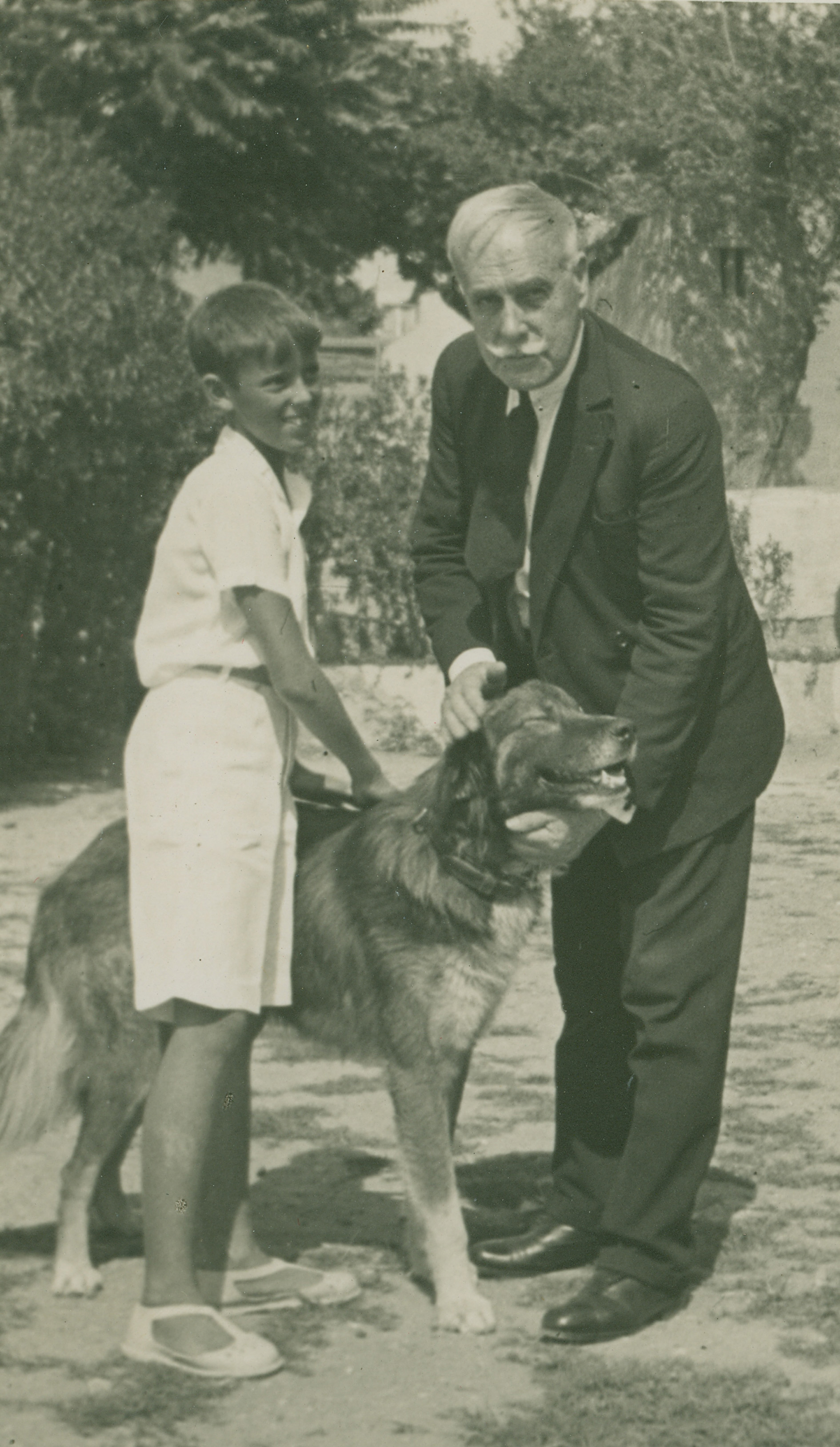
Paiva Couceiro na sua casa de Oeiras, com o neto Manuel Calainho de Azevedo e o seu cão favorito, o "Sultão"

Embora vivesse então no estrangeiro, foi condenado ao degredo pelo Tribunal Militar de Chaves a 19 de novembro de 1912, sendo oficialmente exilado pela primeira vez em 1914; o artigo 2.° do Decreto de Amnistia de 22 de fevereiro de 1914, assinado por Bernardino Luiz Machado Guimarães e Manuel Joaquim Rodrigues Monteiro dizia: "Os chefes, dirigentes ou instigadores — dos quais fazia parte Paiva Couceiro — daqueles a quem se refer o artigo anterior são, imediatamente, expulsos do território da República Portuguesa pelo governo, sob parecer da comissão da reforma prisional e penal, e pelo tempo de pena que lhes resta cumprir, não excedendo 10 anos". O decreto de amnistia promulgado em 1915 por Pimenta de Castro abrange, entre outros, os nomes prestigiosos de Paiva Couceiro, Azevedo Coutinho, Jorge Camacho, Victor Sepulveda e João de Almeida.
Henrique de Paiva Couceiro volta ao país, começando logo a preparar a restauração da monarquia que teve lugar em 1919 no Porto. A 13 de fevereiro, após o insucesso da Monarquia do Norte, ausentou-se de novo para Madrid. Embora continuasse a viver no estrangeiro, é mais uma vez condenado, assim como António Solari Alegro, pelo Tribunal Militar Especial, reunido a 3 de dezembro de 1920, a 25 anos de degredo (in "Diário do Minho", Braga 4 de dezembro de 1920). Neste período, apela à intervenção internacional "com as suas esquadras e os seus soldados", considerando que Portugal estava sob a ameaça da "bancarrota e do bolchevismo". Abrangido por nova "amnistia", decretada em janeiro de 1924, volta ao país mas é de novo exilado pelo salazarismo a 16 de setembro de 1935, por seis meses, por ter criticado publicamente a política colonial do regime. Volta para Lisboa, vindo de Tui onde estivera exilado, a 13 de janeiro de 1937.
Em 1937, depois de voltar a criticar violentamente a política colonial do regime do Estado Novo numa famosa carta dirigida ao Presidente do Conselho de Ministros, Dr. Oliveira Salazar, a 31 de outubro de 1937, foi preso pela "Polícia de Defesa Social e Política" durante 6 dias a 13 de novembro desse ano, condenado a dois anos de exílio e forçado a retirar-se da vida política, sendo enviado, apesar dos seus 76 anos, para Granadilla de Abona, colónia Espanhola de Santa Cruz de Tenerife, nas Canárias. Em 1939, António de Oliveira Salazar permitiu o seu regresso a Portugal, onde acabou por viver os últimos anos da sua vida.
É curioso constatar que a carta que o Dr. Fernando Pacheco de Amorim escreveu a Salazar, 32 anos mais tarde, em plena guerra colonial, não teve as mesmas consequências para o ilustre antigo Presidente da Liga Popular Monárquica.
Dedicou-se à escrita, tendo publicado uma extensa obra dedicada essencialmente às questões coloniais e à temática do ressurgimento nacional, com um cunho nacionalista que o aproxima do integralismo lusitano.
Encontra-se colaboração da sua autoria no jornal O Correio: Semanário Monárquico (1912-1913) e na revista Acção realista (1924-1926) e Portugal Colonial (1931-1937).

## Títulos de jornais à morte de Henrique Paiva Couceiro

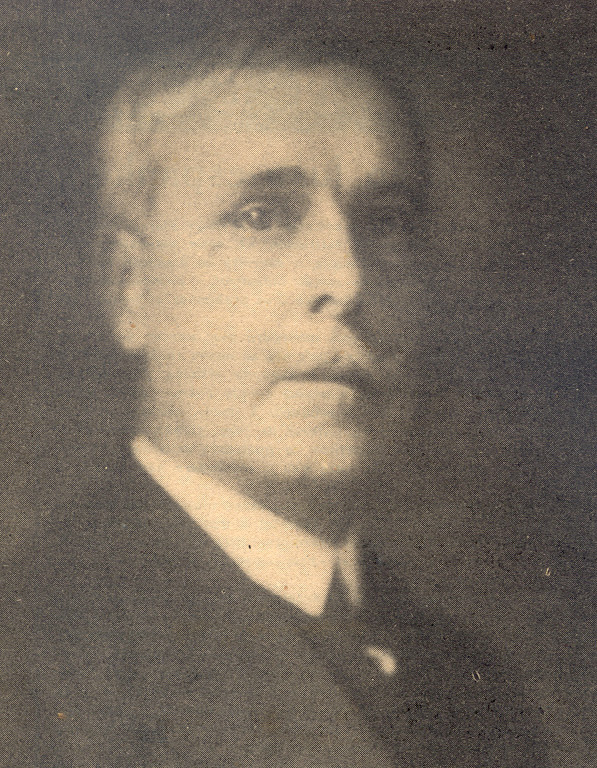
Última foto de Paiva Couceiro

- In Aléo de 17 de março de 1944, pg.1: "A minha profunda admiração pelo herói nacional Paiva Couceiro, filia-se simultâneamente na sua bravura de militar e na sua coragem moral demonstrada pela aceitação plena de tôdas as consequências das suas atitudes e acções" — DUARTE
- Ibidem, pg. 2: "Henrique de Paiva Couceiro — UM HOMEM", por João de Azevedo Coutinho e "RECORDAÇÕES", por D. João de Almeida
- Ibidem pg. 3: "A Espada e a Honra", por Hipólito Raposo
- Ibidem pg. 4 e 9: "Um Capitão do Ultramar", por Alberto de Almeida Teixeira
- Ibidem pg. 5: "Couceiro no Amor do Povo", por M. O.
- Ibidem pg. 5: "Homenagem do Conselho do Império"
- Ibidem pg. 5: "É cedo para falar de Paiva Couceiro. Circunstâncias do tempo e da fortuna não deixariam dizer tôda a verdade acerca do heroísmo e da glória da sua vida — do seu martírio também. Por agora apenas pudemos sentir o luto espiritual em que êle nos deixou. E êsse luto provém da convicção, ao mesmo tempo heróica e angustiada, de que êle foi — o ULTIMO!", por Afonso Lopes Vieira.
- Ibidem pg. 6: "História de uma Espada e de um Soneto", por E. Saturio-Pires
- Ibidem pg. 7 e 19: "Os grandes paladinos nacionais", por Delfim Maya
- Ibidem pg. 7: "De tôdas as Histórias é a História Contemporânea a mais difícil de entender. Esquecido por uns e desprezado por outros, Paiva Couceiro parecia morto em vida, e eis que a morte verdadeira o restitui à Pátria! Pobre terra, onde só na sepultura os homens são grandes!", por Luís de Almeida Braga
- Ibidem pg. 8: "Uma página da Galiza", pelo Conde de Alvelos, e "Visão política", por Francisco Manso Preto Cruz
- Ibidem pg. 9: "Paiva Couceiro — Homem moral", pelo Visconde de Torrão
- Ibidem pg. 10: "O Sonho e a Vida de um Soldado", por F. Quintella, "Mortos da Pátria! Sentido!", pelo Conde de Valle de Reis, e "Ele era assim…", por José Froes
- Ibidem pg. 11 e 19: "A Glória da Missão de Couceiro", por Ernesto Gonçalves
- Ibidem pg. 15: "Morreu o Comandante",[f] por Fernando Amado
- Ibidem pg. 17: "Velada mortuária, velada de armas…", por Tomaz de Figueiredo
- Ibidem pg. 18: "Couceiro, Construtor de Império", por Luiz Leite Rio
- Ibidem pg. 19: "A Glória da Missão de Couceiro", por Ernesto Gonçalves
- Ibidem pg. 19: "Paiva Couceiro não foi discípulo de ninguém. Foi MESTRE de todos."
- Ibidem pg. 23: "Como soldado, foi herói em Marracuene e em Magul; como colonial serviu, como nenhum outro, a província de Angola; como político, foi sempre fiel à sua bandeira e ao seu Rei; como Português, foi uma das mais altas figuras da nossa vida contemporânea, amando acima de tudo a sua Pátria", palavras pronunciadas no Cemitério dos Prazeres, onde fora sepultado, pelo conselheiro António Cabral, antigo Ministro da Marinha e Ultramar.

## Vida familiar
Em 21 de novembro de 1896, casou com D. Júlia Maria do Carmo de Noronha (1873–1941), filha primogénita e herdeira de D. Miguel Aleixo António do Carmo de Noronha, 3.º Conde de Parati, e de sua mulher Isabel de Sousa Botelho, filha de Fernando de Sousa Botelho Mourão e Vasconcelos (1849–1936), 2.º Conde de Vila Real. O rei D. Carlos foi o padrinho. Desse casamento resultou a seguinte descendência: 
- Isabel Maria do Carmo de Noronha de Paiva Couceiro;
- José António do Carmo de Noronha de Paiva Couceiro;
- Helena Francisca Maria do Carmo de Noronha de Paiva Couceiro, freira na congregação das Doroteias;
- Maria do Carmo de Noronha de Paiva Couceiro;
- Miguel António do Carmo de Noronha de Paiva Couceiro, 4.º Conde de Parati, por mercê régia concedida a sua mãe.[g]

## Condecorações
Ao longo da sua carreira recebeu numerosos louvores e múltiplas condecorações, entre as quais: 
- Cavaleiro da Real Ordem Militar da Torre e Espada (Diário do Governo e Decreto de 18 de dezembro de 1890), por ter cumprido sem perda de tempo as ordens do Governo Central relativas a uma missão à fronteira Sul de Angola, apesar de as ter recebido dentro das terras do Bihé, sublevados nessa ocasião.
- Oficial da Real Ordem Militar da Torre e Espada (Decreto de 29 de maio de 1891 — Diário do Governo de 20 de junho de 1891), pelos serviços prestados na guerra do Bihé e assalto à Embala Grande.
- Medalha de Prata de Mérito, Filantropia e Generosidade (Ordem do Exército n.° 292 — 1892 — Diário do Governo de 17 de setembro de 1892) — (Medalha de D. Maria II)[h]
- Medalha de Mérito Militar de Espanha (1893-94) — Por ter acompanhado o Exército de Operações em Mellila sob as ordens do capitão-general Arsenio Martínez-Campos.
- Cavaleiro da Real Ordem Militar de São Bento de Avis — (Ordem do Exército n.° 18 — 2.ª série — de 3 de agosto de 1895), por 10 anos de serviço sem nota (Capitão de 1.ª Classe).
- Comendador da Real Ordem Militar da Torre e Espada (Ordem do Exército n.° 3 de 1896 — Diário do Governo de 3 de fevereiro de 1896), pelos serviços relevantíssimos prestados na Campanha de 1895 contra o potentado Gungunhana, e respectiva pensão.
- Medalha de Prata Rainha D. Amélia — Expedição a Moçambique (Ordem do Exército n.° 9 de 1896 — Diário do Governo de 3 de fevereiro de 1896), relativa à Campanha de 1895 contra o potentado Gungunhana.
- Medalha Militar de Ouro de Valor Militar (D. Luís I) — (Ordem do Exército n.° 7 de 1896 — Diário do Governo de 26 de março de 1896). Segundo o que o próprio Henrique de Paiva Couceiro menciona na sua lista de condecorações, "Pelos serviços prestados na reconstituição do quadrado de Marracuene em 2 de Fevereiro de 1895".[i]
- Grã-Cruz da Ordem do Império Colonial (Diário do Governo II série — n.° 179 de 3 de agosto de 1932)[22][j]

Foi igualmente agraciado com o título de Conselheiro de Sua Majestade Fidelíssima, por Decreto de 14 de maio de 1908, Boletim Militar do Ultramar n.° 12.

## Obras publicadas por Henrique de Paiva Couceiro
- Relatório de viagem entre Bailundo e as terras do Mucusso, Imprensa Nacional, 1892
- Angola: Estudo administrativo, Tipografia da Cooperativa Militar, 1898
- Artur de Paiva, A. Liberal, 1900
- A Democracia Nacional, Imprensa Portuguesa, Lisboa, depositários França & Arménio, Coimbra, 1917
- O Soldado Prático", Tipografia Silvas, Ltd, Lisboa, para as Edições Gama, Lisboa, 1936
- Angola: dois anos de governo, junho 1907 — junho 1909, Edições Gama, Lisboa, 1948 [foi acompanhada pela obra de Norton de Matos, Angola: ensaio sobre a vida e acção de Paiva Couceiro em Angola que se publica ao reeditar-se o seu relatório de Governo Edições Gama, Lisboa, 1948].
- Angola, história e comentários, Tipografia Portuguesa, 1948
- Angola: Projecto de Fomento, Edição da Revista "Portugal Colonial", Lisboa, 1931
- Subsídios para a Obra do Ressurgimento Nacional, Fascículo I — O Estado Nacional, Tipografia "Hesperia", Madrid, 1927
- Subsídios para a Obra do Ressurgimento Nacional, Fascículo II — A Nação Organizada, Tipografia da Gazeta dos Caminhos de Ferro, Lisboa, 1929
- Profissão de Fé (Lusitânia Transformada), seu último livro e verdadeiro testamento político, com prefácio de Luís de Almeida Braga, Tipografia Leitão, Porto, para as Edições Gama, Lisboa, 1944
- Experiência de Tracção Mecânica na Província de Angola, Imprensa da Livraria Ferin, Lisboa, 1902
- Carta Aberta aos Meus Amigos e Companheiros, edição da Acção Realista Portuguesa, Biblioteca de Estudos Nacionalistas, 1924
- Projecto de Orçamento do ano Económico de 1917/18 do Distrito de Angola, Luanda, 1900.

## Obras publicadas sobre Henrique de Paiva Couceiro
Entre outras:
- 100 Anos 100 Portugueses (Henrique de Paiva Couceiro p. 20) - Revista[vago]
- 1991-Agosto in Revista K - Retrato do Herói de Vasco Pulido Valente (Henrique de Paiva Couceiro)
- A Acção das Baterias a Cavalo, de Queluz, nos dias 4 e 5 de Outubro de 1910 - Gustavo Tedeschi Corrêa das Neves
- A Entrevista, sem santo nem senha (n.° 2,3,4,5 e 8) - Joaquim Leitão 8/10/1913
- A Filha do Capitão (Romance) - José Rodrigues dos Santos
- A Guerra de Africa em 1895 - António Ennes
- A Jornada de Monsanto - Um holocausto trágico Abril de 1919 Félix Correia - com uma foto de HPC
- A Monarquia do Norte - Rocha Martins, Oficinas Gráficas do A B C, Lisboa 1922,
- A Revolução de Couceiro, Revelações escandalosas, confidências, crimes. - Abílio Magro. Edição do Autor, Porto, 1912.
- A Toca do Lobo - Tomaz de Figueiredo, 1973 (admirador de
- Henrique de Paiva Couceiro)
- A Vida Íntima, Religiosa e de Família de Paiva Couceiro (separata do In- Memoriam de Paiva Couceiro) - Padre Sebastião Pinto da Rocha, S. J,
- Altas Figuras do Império (Henrique de Paiva Couceiro) - Amália de Proença Norte
- Angola - sobre a vida e Acção de Paiva Couceiro em Angola - General Norton de Mattos, Edições Gama, Lisboa 1948.
- As Campanhas de Moçambique em 1895 - Marcelo Caetano
- Conspiração contra Portugal 1910-1912 - Hipólito de la Torre Gómez, 1978
- Couceiro, o Capitão Phantasma - Joaquim Leitão, Edição do Autor, Porto 1914.
- Cuamatos - Jaime Ferreira Regalado
- Diário de Notícias - primeira página de 1864 a 1984
- Em Marcha para a 2.ª Incursão - Joaquim Leitão, Edição do Autor, Porto 1915,
- Glória e Desengano do Herói - Paiva Couceiro à Hora de Morrer - Nuno de Montemor, Edição da União Gráfica, Lisboa 1949.
- Grandes Reportagens de Outros Tempos Amador Patricio - Martins Barata - Prefácio Caetano Beirão
- Guitarra - Tomaz de Figueiredo, 1956 (com um verso sobre HPC)
- Les Pavés de l'Enfer - Suzanne Chantal, Maio 1986
- No Julgamento de Couceiro - Pereira de Souza, Edição do Autor, Porto, 1912 - Nuno de Montemor, 1949
- O Ataque a Chaves - Joaquim Leitão, Edição do Autor, Porto 1916,
- O Exemplo Político de Paiva Couceiro - Francisco Manso Preto Cruz, Edição do Autor, Lisboa 1945.
- Os Cem Dias Funestos - Joaquim Leitão
- Os Conspiradores no Sul da Galiza (as incursões monárquicas (1911-1912) na literatura portuguesa) Armando B. Malheiro da Silva
- Paiva Couceiro - Alfredo Pimenta
- Paiva Couceiro - Filipe Ribeiro de Menezes
- Paiva Couceiro - Francisco Manso Preto Cruz
- Paiva Couceiro - José Brandão Pereira de Mello, Agência Geral das Colónias, Lisboa 1946.
- Paiva Couceiro - Aspetos Africanos da sua vida Alberto de Almeida Teixeira, Pro Domo, Lisboa 1948
- Paiva Couceiro - bibliografia política e in-memoriam - Francisco Manso Preto Cruz
- Paiva Couceiro - separata do Padre Sebastião Pinto da Rocha, S. J,
- Paiva Couceiro - José Brandão Pereira de Mello, Agencia Geral das Colónias, Lisboa 1946.
- Paiva Couceiro e a contra-revolução monárquica (1910-1919) - Artur Ferreira, Biblioteca da Universidade do Minho, Coimbra 2000.
- Paiva Couceiro em Angola - Jorge Viana. Câmara Municipal de Sá da Bandeira, Tipografia V G. S, Sá da Bandeira 1961
- Paiva Couceiro Político-Militar-Colonial - inclui o artigo «O Triângulo Estratégico e a Aliança Inglesa» escrito para a Revista de Artilharia de Agosto de 1906
- Paiva Couceiro, Político, Militar e Colonial - Francisco Manso Preto Cruz. Edição do Autor. Lisboa 1944.
- Paiva Couceiro Uma grande figura de Angola - Júlio de Castro Lopo, Agência Geral do Ultramar, Lisboa 1948.
- Portugal em África - morte de Henrique de Paiva Couceiro
- Portugal em África - n.° 161 - Maio de 1907 - 14.° ano Artigo da redacção sobre Henrique de Paiva Couceiro
- Portugal em África, Revista a Cultura Missionária, 1944 - Henrique de Paiva Couceiro Governador de Angola
- Revista do Exército e da Armada - Relatórios de A. Ennes. Henrique de Paiva Couceiro e Eduardo da Costa - Campanha Gungunhana N.° 35 - Março de 1896
- Um Herói Português - Henrique de Paiva Couceiro - Vasco Pulido Valente, 2006
- Uma Noite na Toca do Lobo - Tomaz de Figueiredo 1972
- Vermelhos Brancos e Azuis - Rocha Martins
- Viagem do Príncipe Real - Ayres d'Ornellas, 1928

## Citações de e sobre Henrique de Paiva Couceiro
- "Foi difícil ser Governador de Angola, mas foi mais difícil ter sido honesto durante os 34 anos de República…" — ao seu amigo Manso Preto Cruz no ano em que faleceu, in "Paiva Couceiro — Biografia Política e In-Memoriam", de Francisco Manso Preto Cruz, 1947, página 244.
- "Império somos, Império teremos de ser" — in Ultramar — n.° 1 (julho/setembro 1960), p. 89/91
- "A Pátria, consumindo na descoberta o seu esforço aventuroso, mantendo-a e explorando-a com sangue e dinheiro, tem direito legítimo a usufruir e a tomar como sua, uma parte do património valorizado à custa da sua própria energia"[carece de fontes?]
- “És monárquico? És republicano? És radicalista de alguma espécie? Não to pergunto. Pergunto-te apenas se és Português acima de tudo…” in Profissão de Fé (Lusitânia Transformada), Prefácio de Luís de Almeida Braga, Tipografia Leitão, Porto, para as Edições Gama, Lisboa, 1944
- "Eu não faço Reis — não é a minha função — quero apenas servir o meu País" — in Diário de Lisboa a 27 de novembro de 1928.
- "Há-de ver-se que a vitória de Magul perdeu o Gungunhana; a derrota perderia, provavelmente, o distrito de Lourenço Marques. Se não fora Paiva Couceiro, provavelmente, lamentaríamos ainda hoje tamanha desgraça." — in "Portugal em África", março de 1944, p. 76
- "A minha profunda admiração pelo herói nacional Paiva Couceiro, filia-se simultâneamente na sua bravura de militar e na sua coragem moral demonstrada pela aceitação plena de todas as consequências das suas atitudes e acções" — D. Duarte, Duque de Bragança, a 12 de fevereiro de 1944.
- “Paiva Couceiro, leão de combate!", António Ennes em Crónica da Campanha de 1895.
- “Paiva Couceiro foi, sempre, em síntese literária, o descendente Lusitano do Cid Campeador, do místico Nun'Álvares, do fidalgo du Guesclin”, em Diário Popular — Lisboa
- “Meu Pai (Henrique Paiva Couceiro) justificou sempre o seu combate à República com a convicção que esse regime não correspondia às necessidades do País nem exprimia a vontade nacional. Nunca se tratou de uma rixa com os republicanos, de alguns dos quais era pessoalmente amigo”. D. Miguel de Paiva Couceiro, em "Diário de Lisboa" de 8 de outubro de 1948.
- O Partido Regenerador-Liberal, de que Henrique Paiva Couceiro era membro, proclama no seu Almanaque que «a sua nobreza ingénita e a sua candura imaculável» bastavam para que os portugueses «não perdessem a confiança no futuro da raça».[23]
- René Pélissier, que lhe deu mais um heróico nome, «o grande fulminador», compara Couceiro, cujo mandato em Angola não chegou a durar dois anos, aos grandes colonizadores do século: a Lyautey, a Galieni, a Lugard.[24]
- Em 1947 o antigo alto comissário da República em Angola, o maçom e jacobino Norton de Matos, manifestava a sua «gratidão» e «admiração» pela «obra» de Couceiro e escrevia que se limitara a «seguir» pelo «caminho que ele previamente abrira com passos de gigante». O General Norton de Mattos diz, exactamente, na página 96 do seu livro Angola: "…e também porque, em grande parte, o meu governo geral de Angola e o meu alto comissariado foram o seguimento e a conclusão do grande governo de Couceiro e porque, nessa grande parte, o meu governo só foi possível por ele me ter prèviamente aberto o caminho com passos de gigante."[25]
- Henrique de Paiva Couceiro encarava assim, em 1909, o problema de regime: "Salvar-nos-ia, sim, o regime liberal ou absoluto — republicano, monárquico ou socialista — que em paz nos assegurasse o "Governo pelos Melhores"" — in "Angola, 2 anos de Governo, junho 1907 — junho 1909", Edições Gama, Lisboa, 1948.
- Sobre a forma de desenvolver Angola, já em 1898 dizia Henrique de Paiva Couceiro: "As nossas aspirações para o futuro de Angola deviam ter por objecto a transformação desse vasto território numa grande província portuguesa, falando a nossa língua, seguindo os nossos usos, reproduzindo as nossas tradições, …" in "Angola: Estudo administrativo", Tipografia da Cooperativa Militar, 1898
- "Nada merecia o seu (Henrique de Paiva Couceiro) amor se não trouxesse espelhado o interesse nacional", de Luís de Almeida Braga in "Profissão de Fé (Lusitânia Transformada)", último livro de Henrique de Paiva Couceiro e verdadeiro testamento político, com prefácio de Luís de Almeida Braga, Tipografia Leitão, Porto, para as Edições Gama, Lisboa, 1944
- "Só é vencido aquele que reconhece a sua derrota" — palavras ditas a seu filho D. Miguel, artigo "No Primeiro Centenário", in "O Debate" de 10 de fevereiro de 1962.

## Topónimos
Portugal
- Avenida Paiva Couceiro — Porto
- Praça Paiva Couceiro — Lisboa
- Largo Henrique de Paiva Couceiro — Oeiras
- Rua Henrique de Paiva Couceiro — Oeiras
- Avenida Comandante Paiva Couceiro — Queluz
- Rua Henrique de Paiva Couceiro — Bairro das Cruzes — Venda Nova — Amadora
- Rua Paiva Couceiro — Odivelas — Lisboa
- Rua Paiva Couceiro — São Vicente — Guarda
- Rua Paiva Couceiro — Bairro Gouveia — Alhos Vedros, Moita — Setúbal
- Rua Paiva Couceiro — Bela Vista — Afonsoeiro, Montijo — Setúbal
- Rua Paiva Couceiro — Outeiro de Polima, São Domingos de Rana — Cascais
- Rua Paiva Couceiro — São Brás — Amadora
- Praceta Paiva Couceiro — Algueirão, Mem Martins — Sintra

Brasil
- Rua Paiva Couceiro — Bairro "Vila Santo Antônio" — Belford Roxo, no estado do Rio de Janeiro

Moçambique
- Rua Paiva Couceiro — Beira
- Rua Paiva Couceiro — Maputo (ex-Lourenço Marques), Bairro do Alto Maé

Angola
- Luanda: houve uma avenida Paiva Couceiro, actualmente chamada Avenida Cónego Manuel das Neves. Júlio de Castro Lopo, in “Paiva Couceiro – uma grande figura de Angola” — fala de uma Rua de Paiva Couceiro em Luanda.
- Benguela: Largo Governador Paiva Couceiro (entre o Hospital e a Avenida Governador Sousa Coutinho)
- Lubango (ex Sá de Bandeira): Rua de Paiva Couceiro
- Há também, em Angola, uma cidade chamada Vila Paiva Couceiro, sede do concelho do Alto Cunene,[necessário esclarecer] do distrito da Huíla, antiga povoação de Quipungo.[necessário esclarecer]

## Na cultura popular
- No filme Chaimite, Paiva Couceiro é a principal personagem histórica, sendo representado pelo próprio realizador Jorge Brum do Canto.